# Kresy Wschodnie

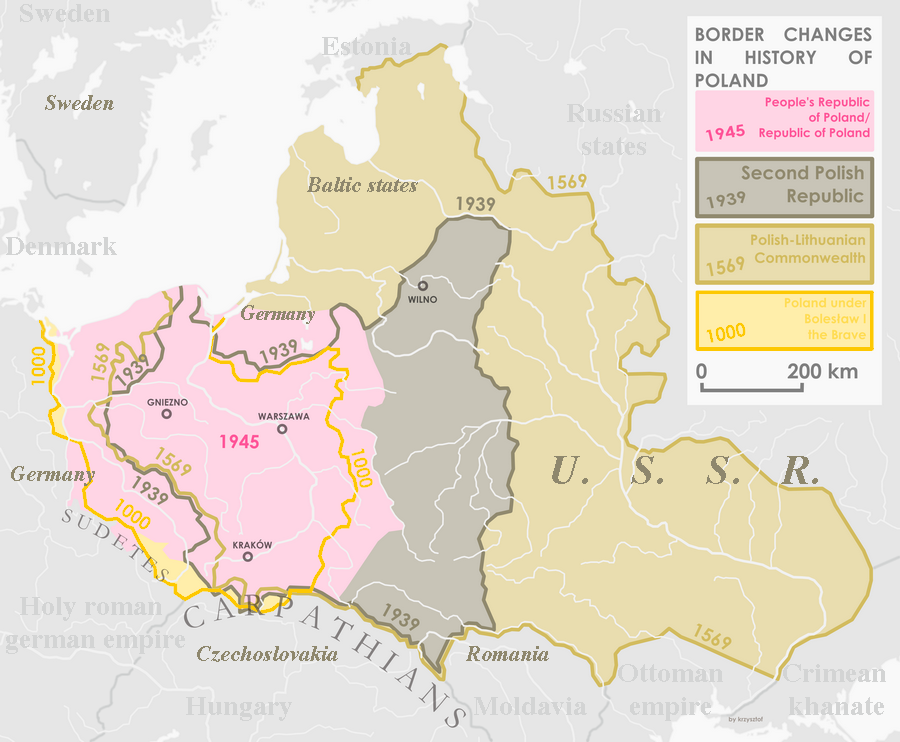
Porównanie zasięgu państwa polskiego od roku 1000 do 1946

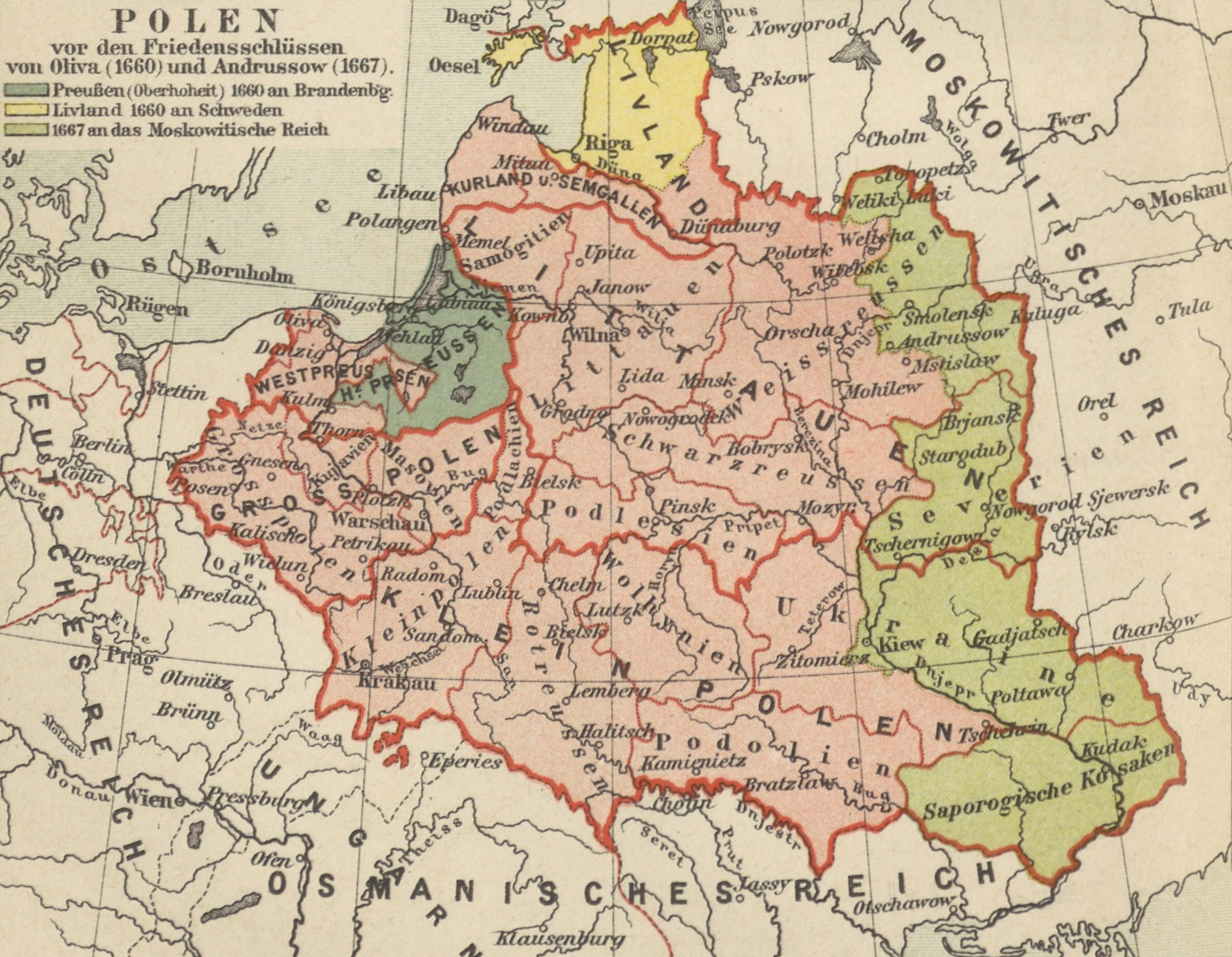
Rzeczpospolita przed 1660 rokiem; Kresy w ówczesnym rozumieniu znajdowały się w prawym dolnym krańcu mapy

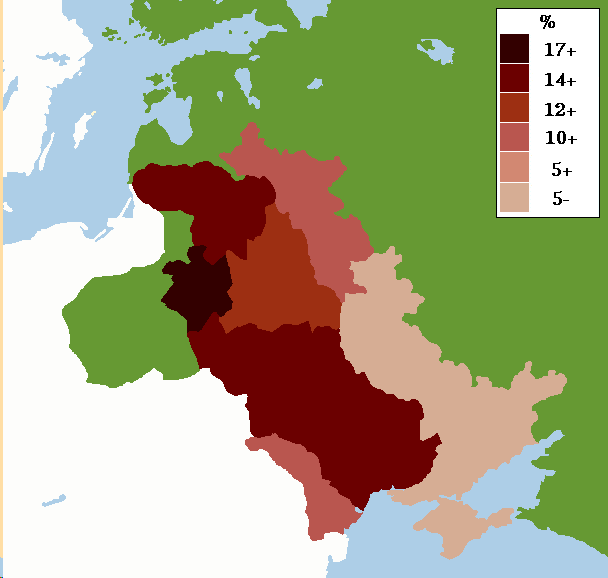
Mapa pokazująca procent ludności żydowskiej w strefie osiedlenia ok. 1905 roku

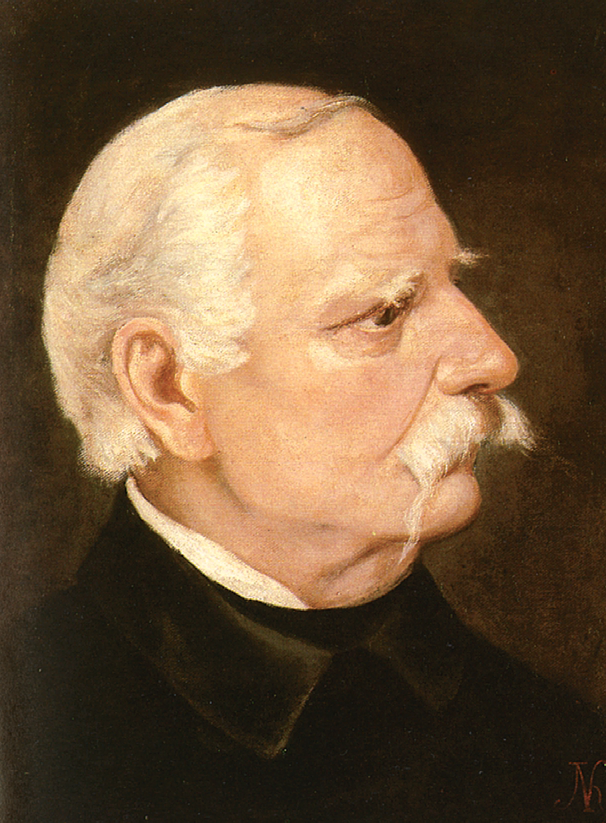
Wincenty Pol – twórca pojęcia kresów we współczesnym rozumieniu

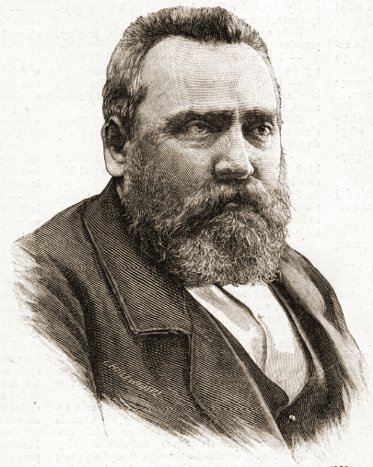
Antoni Józef Rolle – autor Zameczków podolskich na kresach multańskich

Kresy Wschodnie, krótko: Kresy – dawne wschodnie pogranicze Polski, funkcjonujące w okresie międzywojennym i dawniej jako część polskiego terytorium państwowego, a obecnie stanowiące fragmenty obszarów państwowych Ukrainy, Białorusi i Litwy.
Według encyklopedii PWN kresy w najbardziej ogólnym tego słowa znaczeniu to „ziemie znajdujące się na skraju państwa, pogranicze”. Termin Kresy Wschodnie jest pojęciem wielowarstwowym, zarówno geograficzno-politycznym, jak i historycznym, socjologicznym, kulturowym i literackim. Stanowi element polskiej narracji historyczno-politycznej i bywa wykorzystywany propagandowo, będąc jednocześnie źródłem mitologii i pamięci historycznej. Termin ten, w dużej mierze koresponduje z rosyjskim imperialnym pojęciem Okrainy (Oкраины), oraz stanowi element polskiego dyskursu historycznego, równocześnie odnosząc się do terenów zamieszkiwanych przez różne grupy narodowe i etniczne (Polaków, Ukraińców, Białorusinów, Litwinów, Żydów, Niemców i innych). Z tej przyczyny postrzegany jest przez część badaczy jako jednostronnie wyrażający wyłącznie polską optykę i pamięć. Funkcjonując w polskim obiegu, pojęcie kresów stanowi źródło narracji historycznych i kulturowych, rozumiany bywa też jako obszar polskiej „swojskości”, bywa synonimem „małej ojczyzny” Polaków wysiedlonych po II wojnie światowej z terenów, które, na skutek Konferencji Jałtańskiej (4–11 lutego 1945 r.), znalazły się poza granicami Polski.
Według badań CBOS z 2012 blisko 2% Polaków w tamtym okresie pochodziło z Kresów, a ponad 12% miało urodzonych na Kresach przodków w linii prostej. Łącznie osób pochodzących z Kresów w Polsce żyło od 4,3 mln do 4,6 mln, z czego 25% w woj. dolnośląskim, 10% w woj. śląskim, 9% w woj. lubuskim i 9% w woj. mazowieckim. Kresowe pochodzenia deklarowało 51% mieszkańców woj. lubuskiego, 47% woj. dolnośląskiego, 30% woj. opolskiego, 25% woj. zachodniopomorskiego, 18% woj. warmińsko-mazurskiego i 17% woj. pomorskiego.

## Pochodzenie i znaczenie nazwy

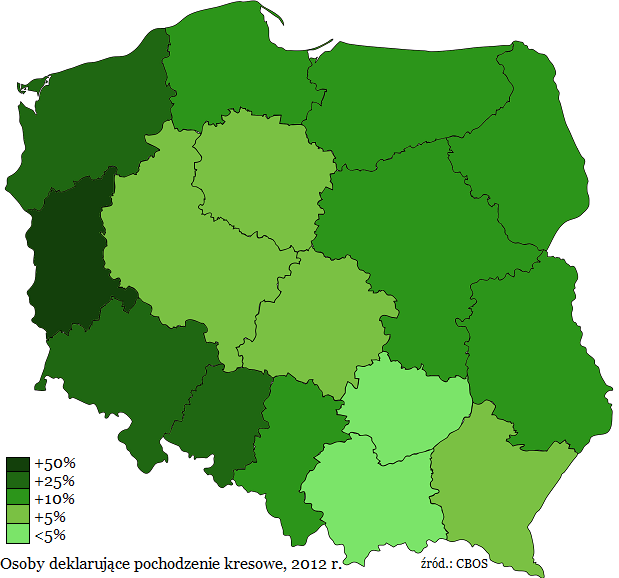
Procent Polaków deklarujących pochodzenie kresowe, 2012 r.

Zakres znaczenia terminu „kresy” ulegał zmianom na przestrzeni dziejów. W XVII i XVIII wieku nazwa własna „Kresy” (wielką literą) oznaczała wąski pas ziem pogranicznych (zwanych tam także w języku Rusinów „ukrainnymi”) w południowo-wschodniej części Rzeczypospolitej, na których rozciągnięte były linie chorągwi. Po wojnach z Moskwą i Turcją w XVII wieku utracone ziemie wysunięte najdalej na wschód i południowy wschód nazywano jednak raczej łacińskim terminem „avulsa” – ziemie oderwane, których odzyskanie uważano za oczywisty polityczny obowiązek. Samo pojęcie „kresy” we współczesnym rozumieniu pojawiło się w latach 50. XIX wieku, wprowadzone przez Wincentego Pola w wydanej w 1854 roku rapsodii rycerskiej Mohort. Zostało ono tam użyte w znaczeniu staropolskim jako określenie żyjącego własnym rytmem odległego pogranicza. Niedługo potem nabrało szerszego znaczenia pod względem geograficznym – oznaczało południowo-wschodnie ziemie dawnej Rzeczypospolitej, utracone w wyniku zaborów na rzecz Imperium Rosyjskiego, w nomenklaturze rosyjskiej nazywane „guberniami południowo-zachodnimi” lub „Krajem Południowo-Zachodnim”. W XIX wieku cały obszar zaboru rosyjskiego, który nie wszedł w skład Królestwa Polskiego, w polskiej kulturze powszechnie nazywano „ziemiami zabranymi”.

Mapa rozsiedlenia ludności polskiej z uwzględnieniem spisów z 1916 roku. Odsetek ludności polskiej w powiatach

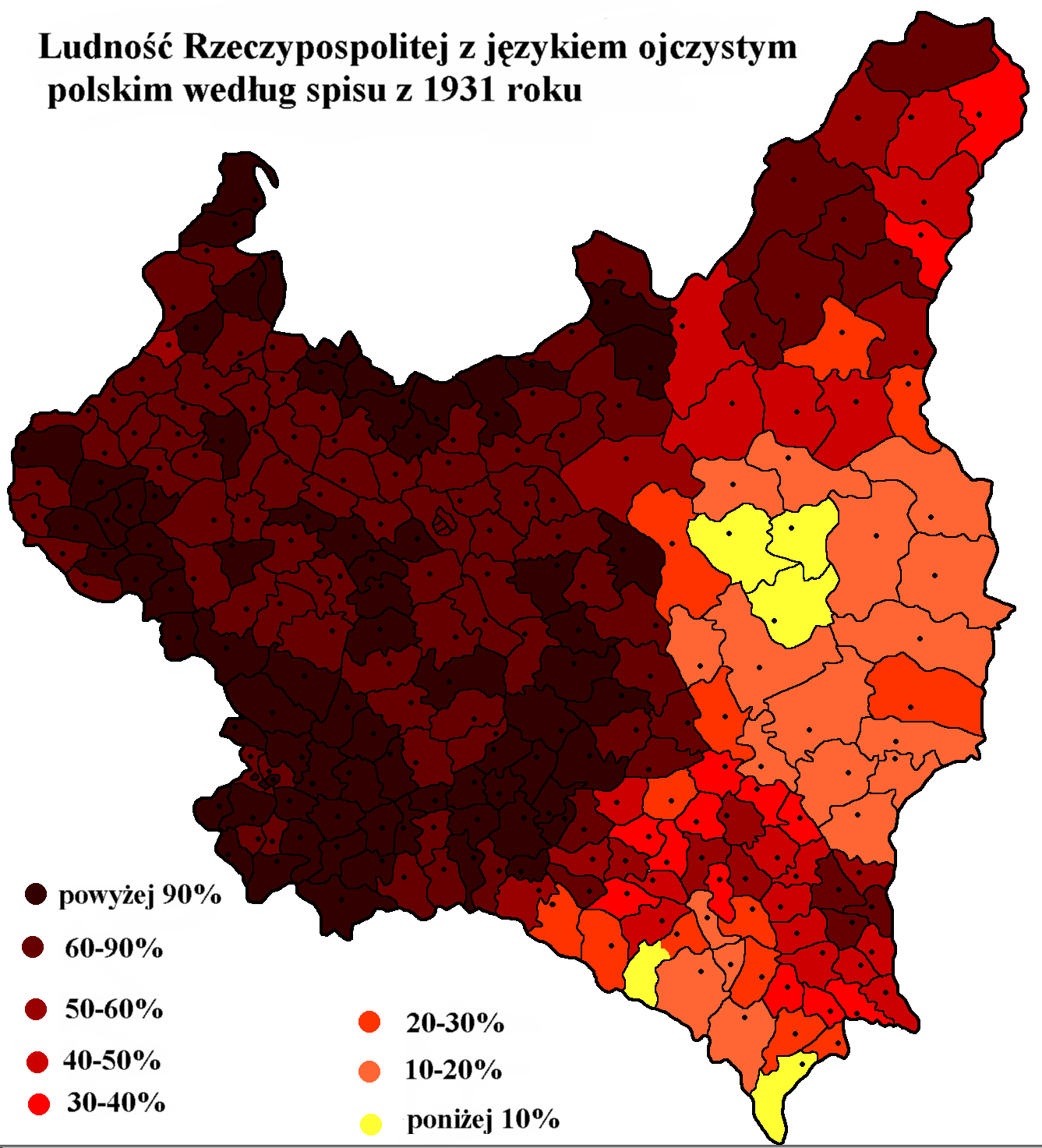
Ludność Rzeczypospolitej z językiem ojczystym polskim według spisu statystycznego z 1931 roku

Na początku XX wieku, a przede wszystkim w okresie II Rzeczypospolitej termin „Kresy” ponownie zaczęto pisać wielką literą, a jego znaczenie uległo rozszerzeniu na obszary wchodzące w przeszłości w skład Wielkiego Księstwa Litewskiego oraz Galicję Wschodnią. W tym czasie Lwów i Wilno uznano za główne miasta kresowe. Po traktacie ryskim z 1921 roku, który m.in. ustalał przebieg nowej polskiej granicy wschodniej, pojawiło się pojęcie „Kresy Utracone”, zwane także „Kresami Zewnętrznymi” lub „Kresami Dalszymi”, przez które rozumiano ziemie dawnej Rzeczypospolitej, które na mocy traktatu weszły w skład późniejszego ZSRR. Odpowiednio, „Kresami Wewnętrznymi”, „Kresami Bliższymi” lub po prostu „Kresami” stały się ziemie położone między wschodnią granicą II Rzeczypospolitej a linią Curzona. Ponadto w obrębie Kresów Wschodnich niekiedy występowało rozróżnienie na „Kresy Północno-Wschodnie” i „Kresy Południowo-Wschodnie” (mając na myśli odpowiednio ziemie dawnego Wielkiego Księstwa Litewskiego i Rusi Halicko-Włodzimierskiej) – odrębne pod względem historycznym, kulturowym, etnicznym i demograficznym.
Po II wojnie światowej i w Polskiej Rzeczypospolitej Ludowej termin „Kresy” został wyeliminowany ze słownika polskich pojęć narodowych. W wyniku polityki podporządkowanych Związkowi Radzieckiemu polskich władz komunistycznych, był on w praktyce słowem zakazanym. W polskiej historiografii powszechnie stosowano wówczas określenia pochodzące z terminologii radzieckiej – „zachodnia Białoruś” i „zachodnia Ukraina”. Po zmianach ustrojowych na początku lat 90. XX wieku polska historiografia odzyskała swobodę posługiwania się terminem „Kresy”, jednocześnie jednak poszukiwano nowego, bardziej neutralnego określenia, które byłoby akceptowalne dla historyków z państw na wschód od Polski. Popularne stały się wówczas nazwy zaproponowane w 1993 roku przez Jana Jerzego Milewskiego: „ziemie północno-wschodnie II Rzeczypospolitej” zamiast „Zachodniej Białorusi” i odpowiednio „ziemie południowo-wschodnie II Rzeczypospolitej” zamiast „Zachodniej Ukrainy”. Ich zwolennikiem był także Tomasz Strzembosz, zdaniem którego nie były to żadne „kresy”, obrzeża państwa polskiego, ale jego centrum. Jednak nowe określenia nie spotkały się z akceptacją m.in. na Białorusi. Na początku XXI wieku wielu polskich historyków nadal chętnie posługuje się terminami „Kresy” i „Kresy Wschodnie”.

## Różnorodność kulturowa
Na kresach południowo-wschodnich nie występowały wyraźne lub trwałe granice polityczne, kulturowe, etniczne czy religijne. Były one obszarem wzajemnego przenikania kultur cechujących się pokrewieństwem językowym i wspólnym pochodzeniem. Ogólnie na kresach krzyżowały się różne uwarunkowania polityczne, społeczne i kulturalne, co w długiej perspektywie mogło prowadzić do współpracy i przenikania, lub też do konfliktów i wzajemnej izolacji poszczególnych zamieszkujących je grup. Sąsiedztwo bywało czynnikiem zarówno integrującym, jak i dezintegrującym.
Bliskość geograficzna sprzyjała czasem konfrontacji politycznej, kulturalnej i gospodarczej pomiędzy grupami, w zależności od stopnia ich samoidentyfikacji. Szczególnie objawiło się to w XX wieku, gdy kresy stały się areną silnych tendencji nacjonalistycznych, na które nałożyły się uprzedzenia, stereotypy, brak wzajemnej wiedzy i wartościowanie się nawzajem przez poszczególne grupy. Na tę różnorodność nałożyło się doświadczenie ideologii komunizmu, na które zareagowano w różny sposób. Polacy odnieśli się do niej w większości negatywnie, podczas gdy Białorusini w dużym stopniu zaakceptowali ją jako swoją i włączyli w proces kształtowania się ich tożsamości narodowej.
Kresy zamieszkiwali przedstawiciele blisko trzydziestu narodów. Byli to: Polacy, Rusini, Ukraińcy, Żydzi, Litwini, Łotysze, Estończycy, Białorusini, Niemcy, Rosjanie, Czesi, Słowacy, Węgrzy, Turcy, Tatarzy, Ormianie, Grecy, Wołosi, Rumuni, Serbowie, Holendrzy, Karaimi, Szkoci, Austriacy, Łemkowie, Bojkowie, Huculi, Romowie i inni. Wyraźnie zaznaczała się również różnorodność religijna. Na kresach mieszkali rzymscy katolicy, grekokatolicy, prawosławni, judaiści, katolicy obrządku ormiańskiego, karaimi, muzułmanie, buddyści, protestanci (luteranie, kalwini, baptyści, adwentyści i zielonoświątkowcy) czy świadkowie Jehowy.

## Kresy w polskiej świadomości narodowej

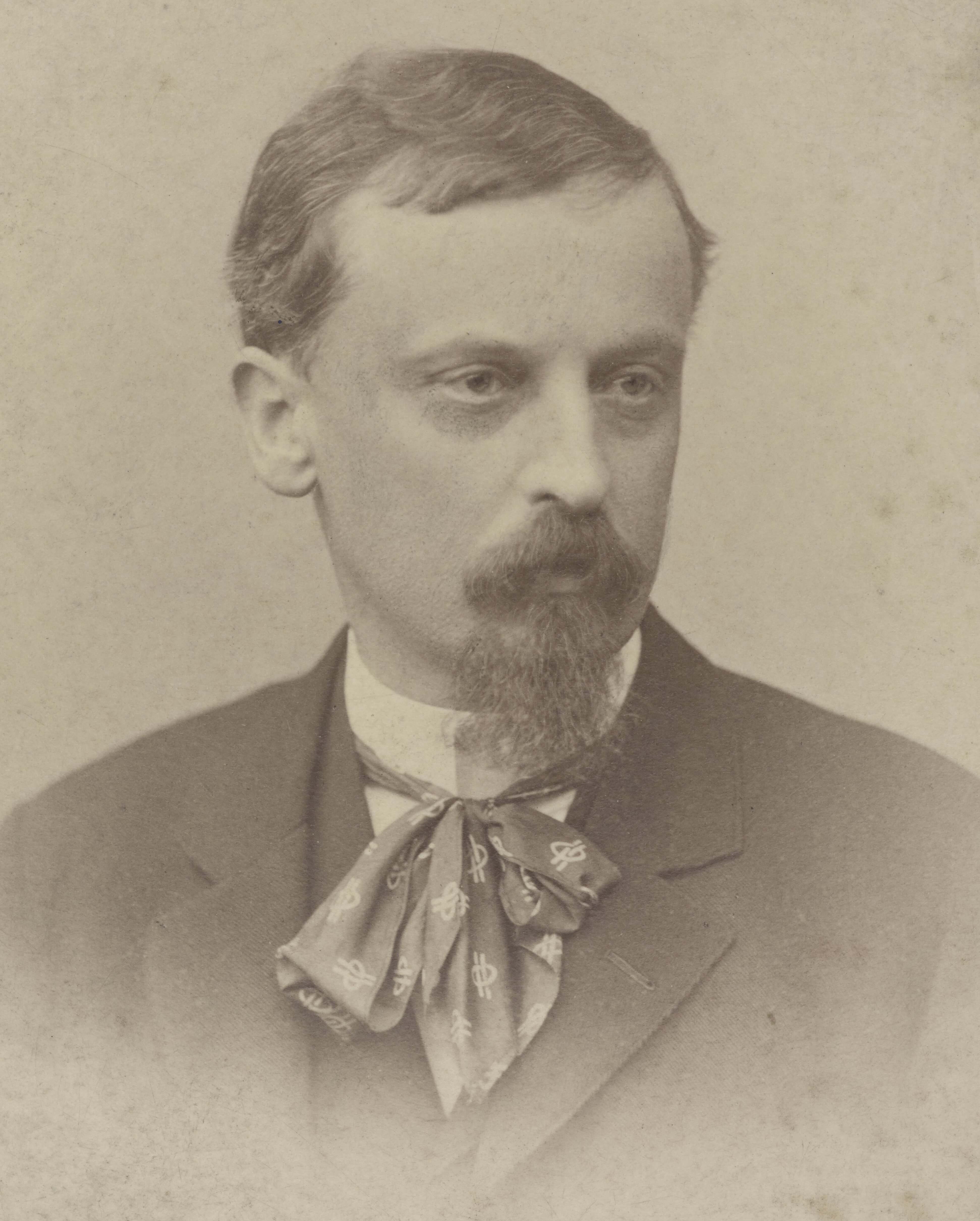
Henryk Sienkiewicz – popularyzator mitu polskiego etosu rycerskiego na wschodzie

W świadomości Polaków kresy były określoną rzeczywistością przypominającą dni chwały i potęgi, ale także klęski i męczeństwa. Zostały one utrwalone w micie kształtowanym głównie przez literaturę od XVII wieku, zgodnie z którym był to obszar stanowiący szkołę polskiego rycerstwa i jego etosu. Tematem największych pochwał i mitologizacji stały się przewagi polskich rycerzy, odnoszone podczas nieustających na tym obszarze wojen – walk toczonych na „przedmurzu”. Ideologizowano ich i przedstawiano na wzór antycznych herosów. Czynił tak między innymi polski pisarz Henryk Sienkiewicz. Na kształtowanie się w polskiej kulturze poczucia straty miała także twórczość poetów romantycznych pochodzących z dawnych wschodnich ziem Rzeczypospolitej – Adama Mickiewicza z Nowogródka i Juliusza Słowackiego z Krzemieńca. Przyczyniało się to do powstania w polskiej myśli politycznej i szerzej, w polskiej świadomości narodowej, idei jedności tych obszarów z całą Polską i integrowania tamtejszych kultur z polską kulturą. Zwolennicy tej idei uważali kresy za miejsce wielkiej, nie ukończonej cywilizacyjnej pracy. W polskiej kulturze postrzegano jednak ten obszar także jako scenerię międzycywilizacyjnego spotkania. W okresie II Rzeczypospolitej idea Kresów była bardzo popularna i miała dużą siłę oddziaływania. Istniało w tym okresie wiele organizacji posiadających słowo „Kresy” w swojej nazwie.
Obecnie pojęcie kresów nadal jest mocno zakorzenione w polskiej kulturze. Kresy sprzed II wojny światowej często przedstawiane są w kontekście sentymentalnym i wspomnieniowym, jako „kraj lat dziecinnych” i raj utracony. Natomiast kresy czasów II wojny światowej i późniejszych to w kulturze polskiej przede wszystkim doświadczenie tragedii; miejsce, w których polskość stała się ofiarą zbrodni. Zdaniem prof. Wojciecha Śleszyńskiego, Kresy Wschodnie w znacznym stopniu uległy już wymazaniu z polskiej pamięci zbiorowej. Według niego jest to skutek wieloletniej polityki władz komunistycznych, obecnego ukierunkowania Polski na Unię Europejską i jej oddalania się od Białorusi. Prowadzi to do obrastania Kresów coraz większym mitem, które straciły swój rzeczywisty obraz, stając się w oczach Polaków dzikim, postkomunistycznym obszarem Europy. Skutkiem tego ma być coraz słabsze rozumienie w Polsce procesów politycznych i społecznych, które zachodzą na Białorusi, Litwie i Ukrainie.
Polacy, urodzeni na Kresach:

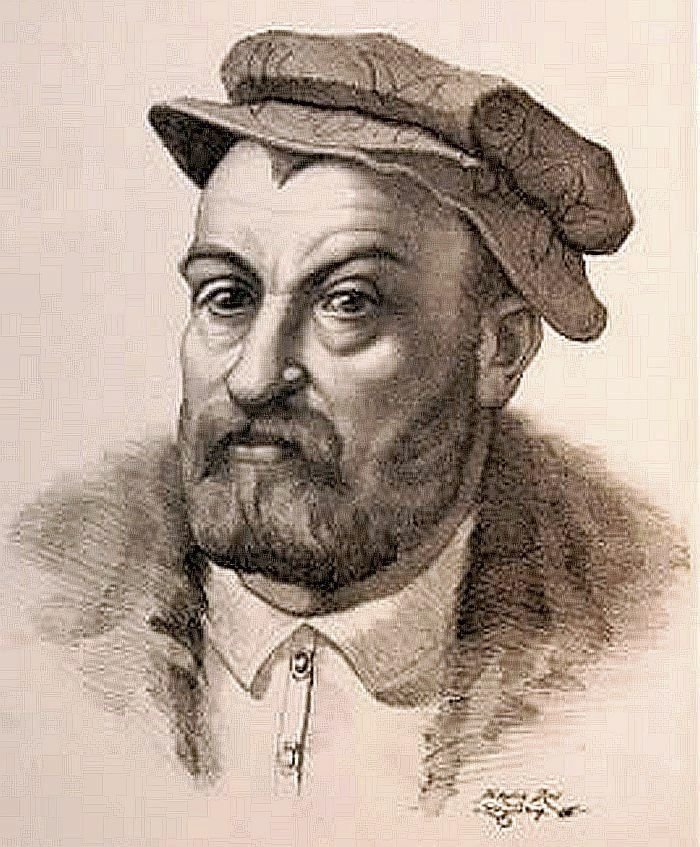
Mikołaj Rej
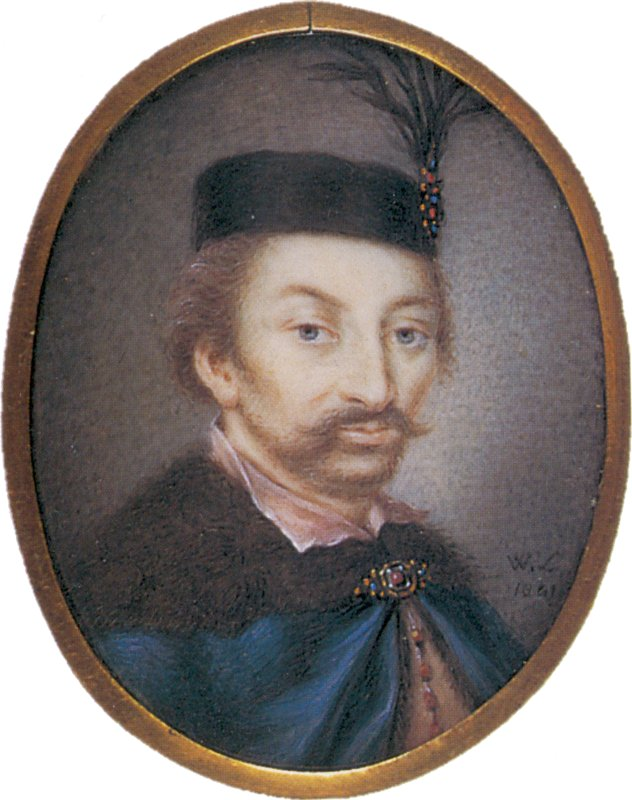
Stanisław Żółkiewski
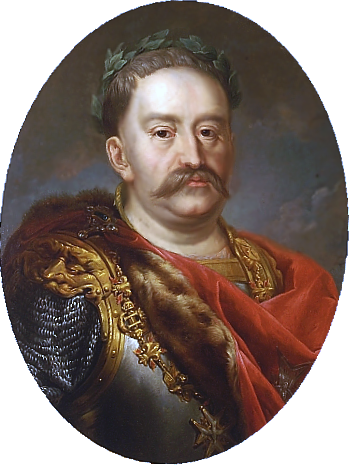
Jan III Sobieski
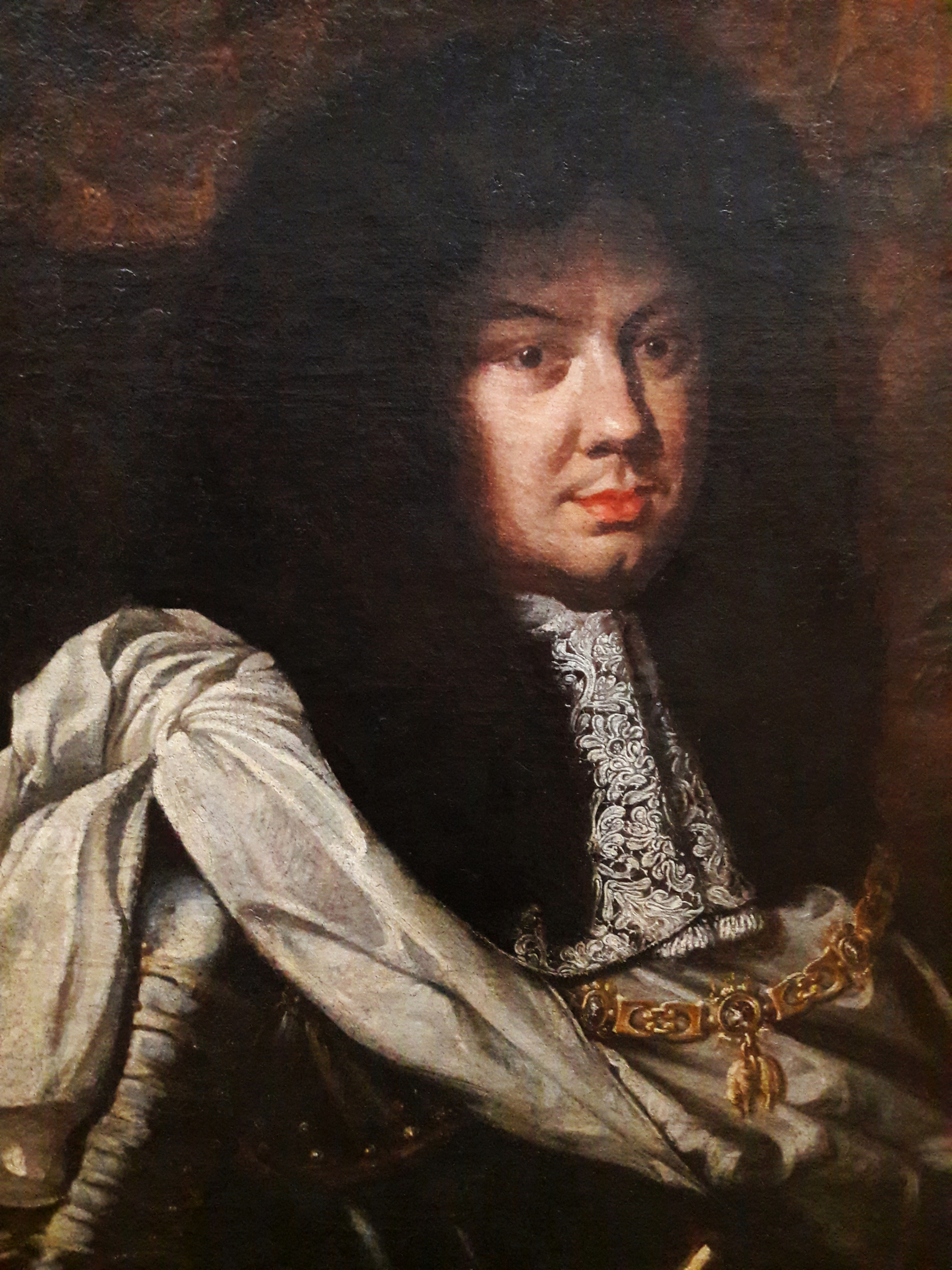
Michał Korybut Wiśniowiecki
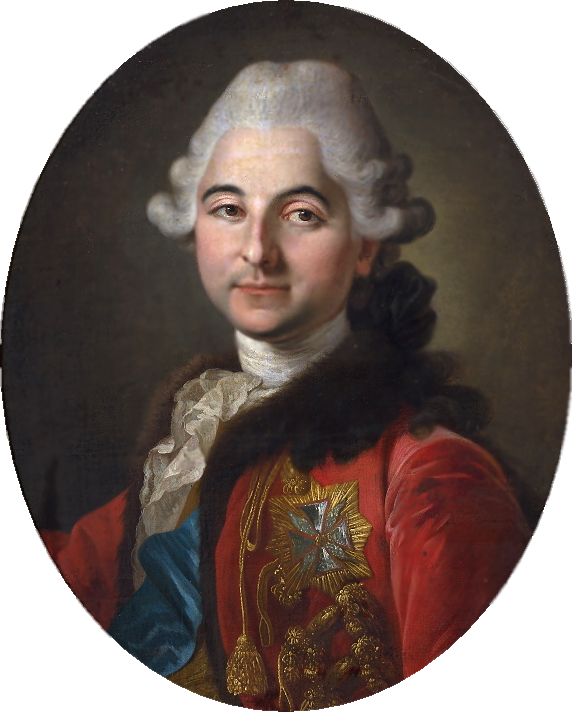
Stanisław August Poniatowski
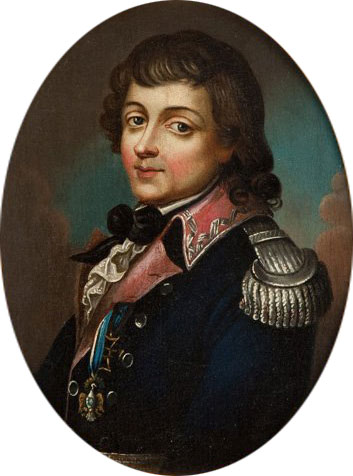
Tadeusz Kościuszko
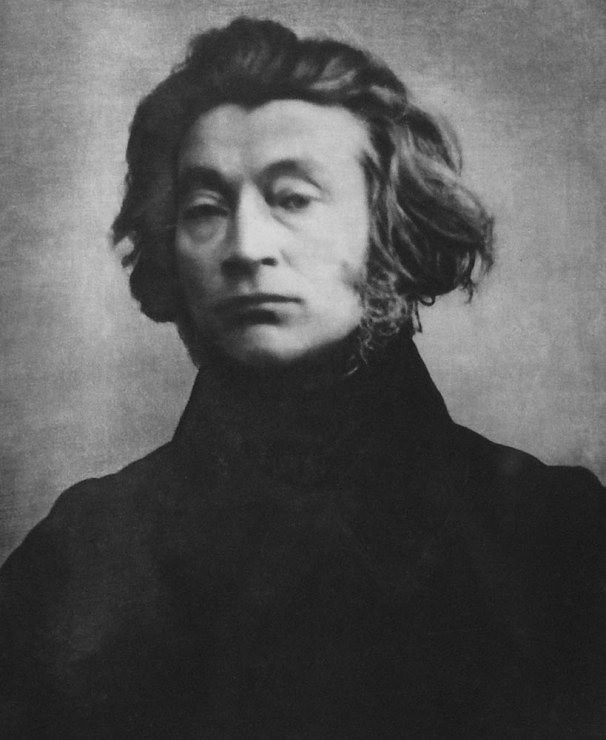
Adam Mickiewicz
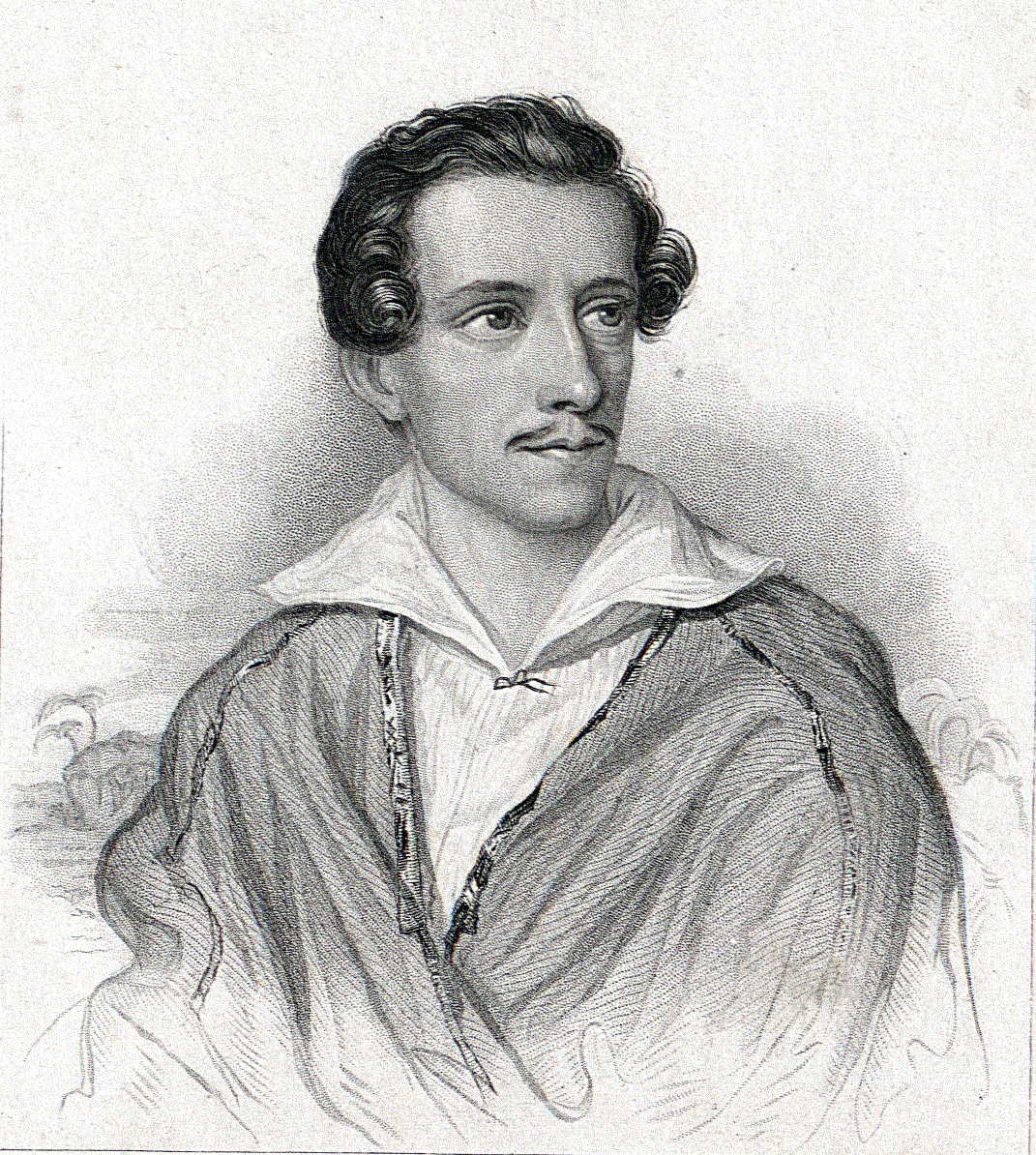
Juliusz Słowacki
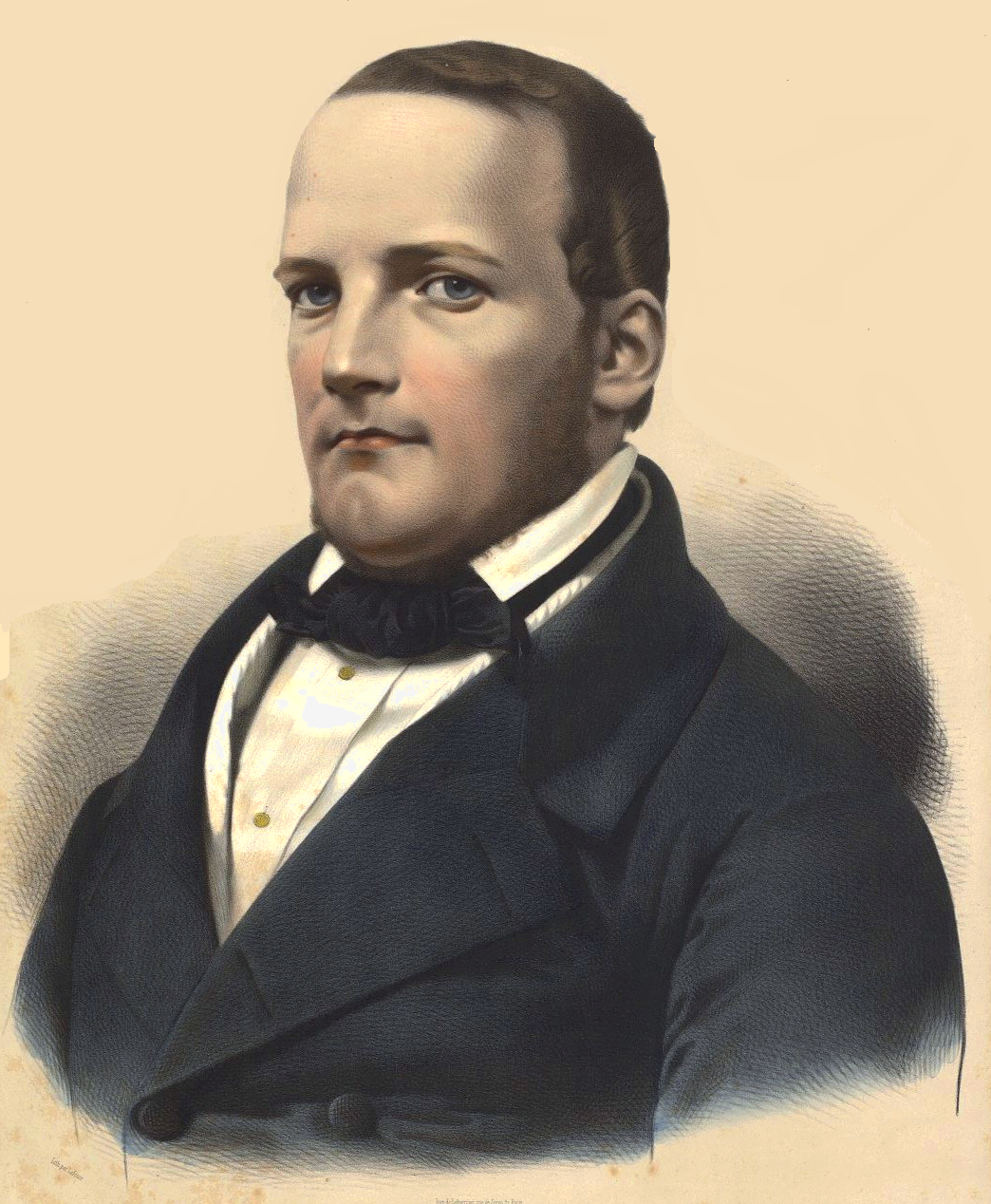
Stanisław Moniuszko
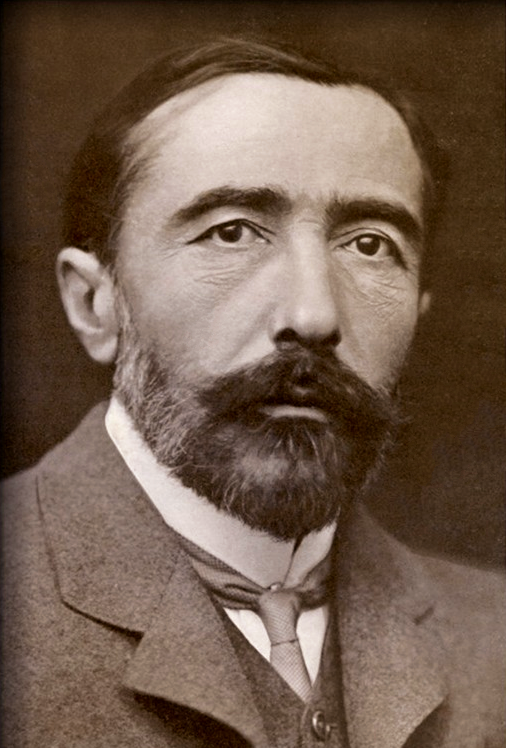
Joseph Conrad
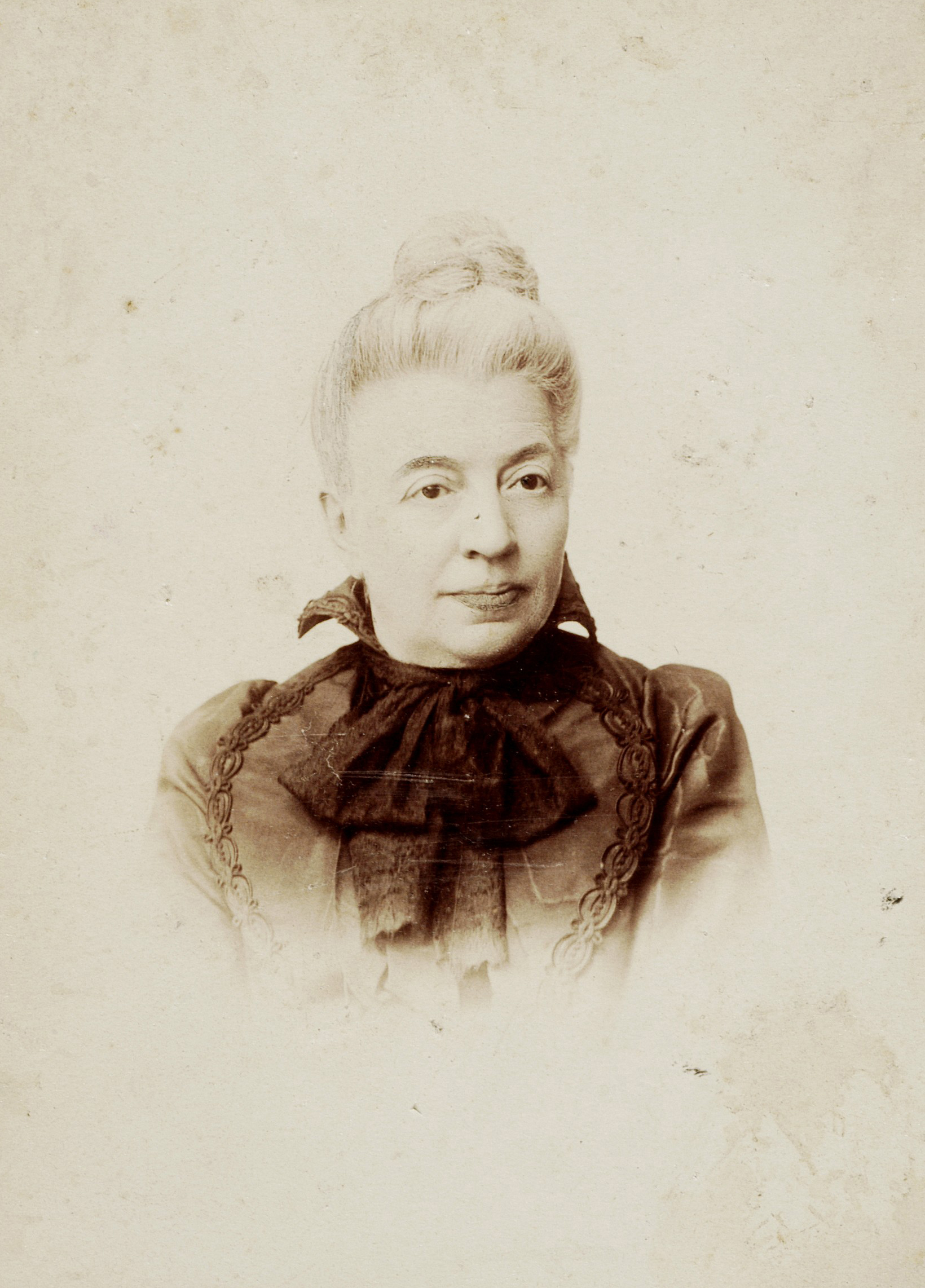
Eliza Orzeszkowa
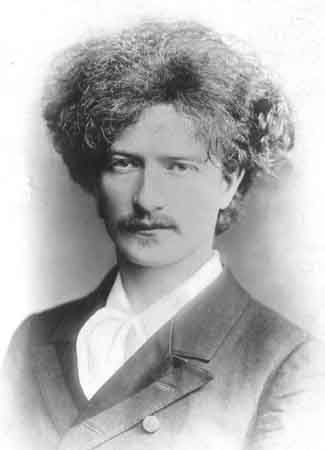
Ignacy Jan Paderewski
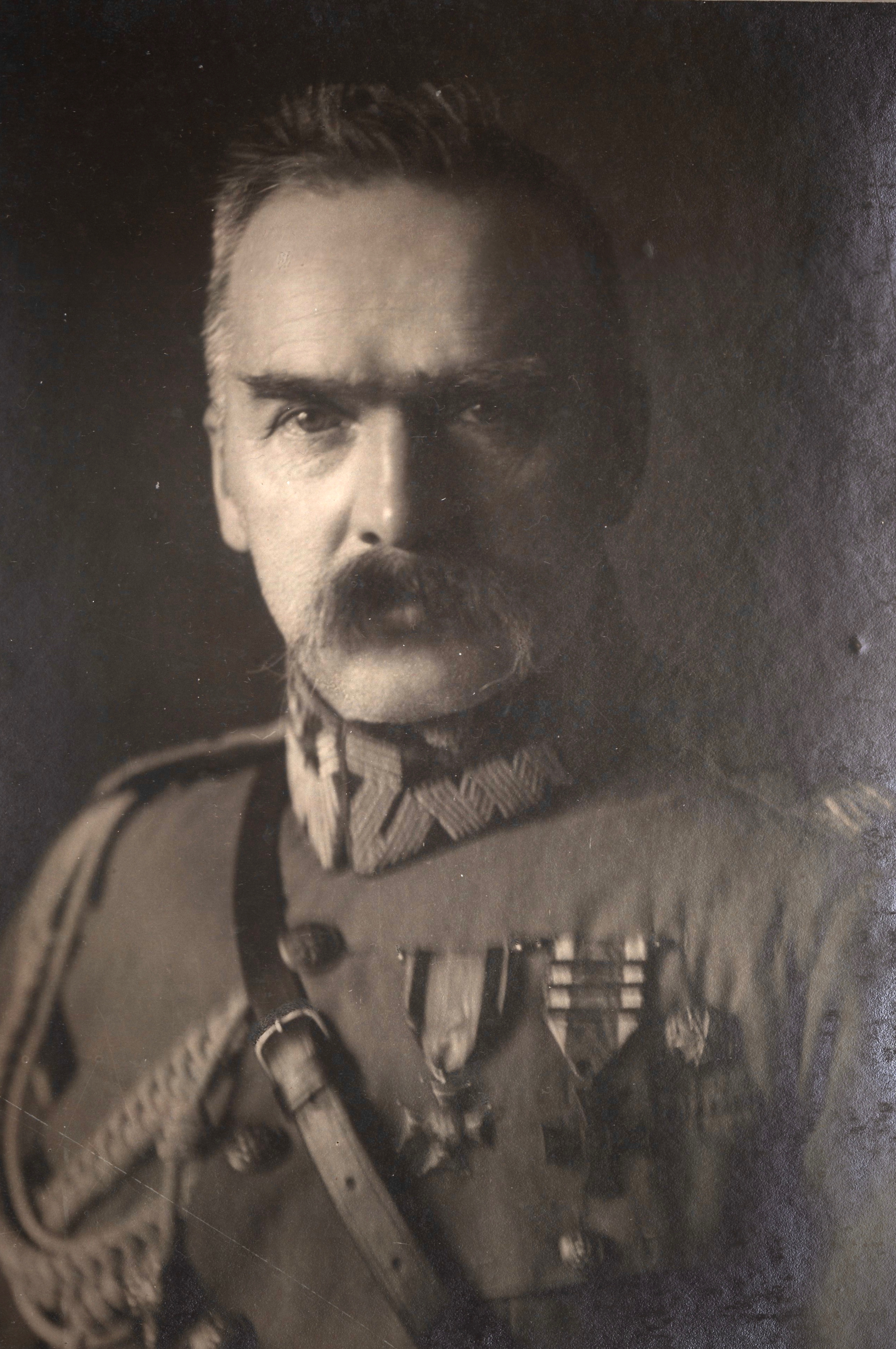
Józef Piłsudski
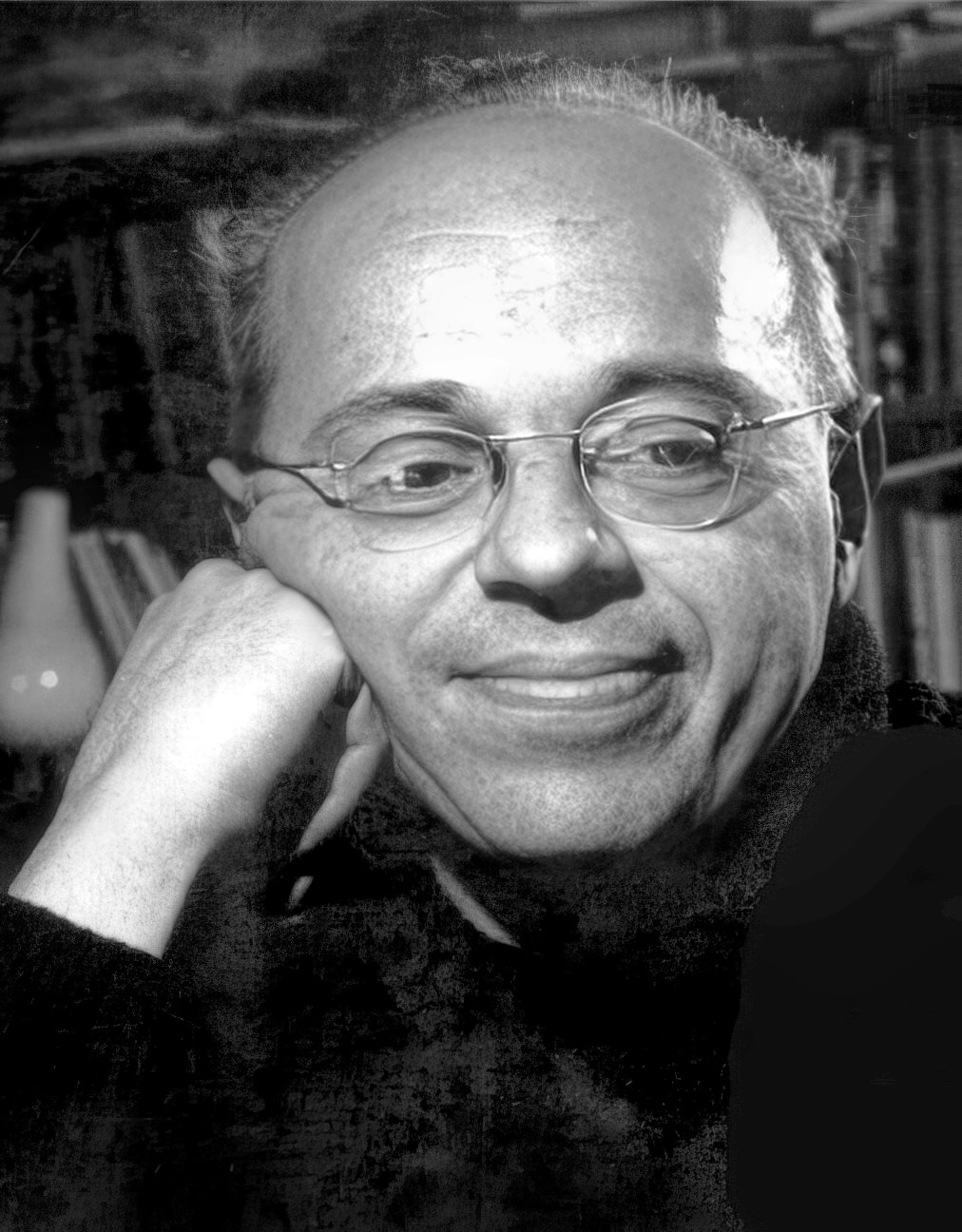
Stanisław Lem
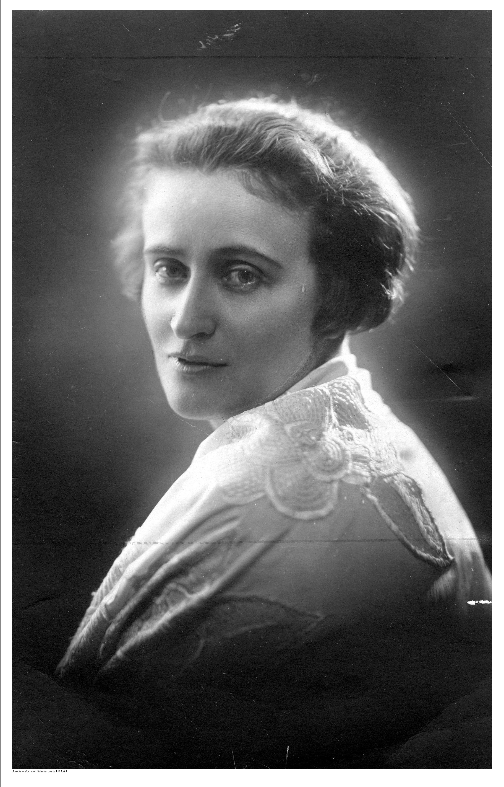
Kazimiera Iłłakowiczówna
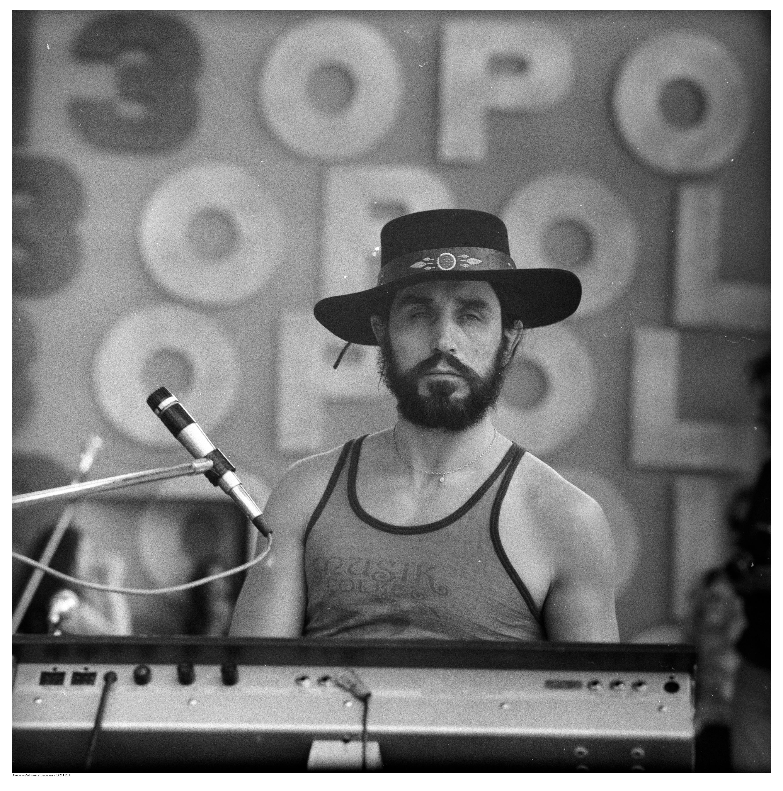
Czesław Niemen

## Kresy południowe, północne i zachodnie

Największy zasięg terytorialny Rzeczypospolitej Obojga Narodów na tle dzisiejszych granic

Określenia „kresy” używano także wobec innych terytoriów niż ziemie na wschód od centrum Polski. Jan Ludwik Popławski identyfikował z kresami wszystkie polskie ziemie pograniczne. Od 2 połowy XIX wieku, przede wszystkim w okresie nasilenia germanizacji, w polskiej publicystyce politycznej zaczęto stosować pojęcie kresów do ziem historycznie polskich znajdujących się w składzie Królestwa Prus (kresy zachodnie, kresy północne), choć w tym przypadku częściej posługiwano się terminem „pogranicze”. Pojęcia „Kresy Zachodnie” szczególnie często używała publicystyka Narodowej Demokracji. Obejmowały one zwykle jej zdaniem Górny Śląsk i Pomorze, a według niektórych publicystów ziemie sięgające rzek Odry i Nysy. W okresie II Rzeczypospolitej terminu „kresy” używano również ze względów politycznych na określenie różnych innych terenów spornych, np. Spisza i Orawy („Kresy Południowe”) oraz pogranicza białorusko-litewsko-polskiego.

## Kresy w znaczeniach innych niż geograficzne
Zdaniem prof. Andrzeja Nowaka termin „kresy” może mieć sens nie tylko przestrzenny, ale także czasowy – jako kres istnienia polskiej kultury i tożsamości na ziemiach, które znalazły się poza granicami Polski. Pod wpływem depolonizacyjnej polityki zaborców, ale także w wyniku konkurencji ze strony umacniającej się świadomości narodowej Litwinów, Ukraińców i w końcu Białorusinów, kultura polska stopniowo traciła swoją pozycję i siłę, ulegała ciągłemu regresowi. Prof. Wojciech Śleszyński określenia „kresy” używa także w kontekście „kresu pamięci” – wymazania z polskiej pamięci zbiorowej dziedzictwa ziem wschodnich. Według niego, Kresy są także subiektywnym, metafizycznym światem wspomnień i uczuć osób, które je odwiedzają lub na różny sposób doświadczają – nie ma jednych Kresów, są Kresy każdego z nas.

## Kresy 1918–1939
W maju 1919 roku Związek Sejmowy Ludowo-Narodowy przedłożył w sejmie wniosek nagły w sprawie zapewnienia autonomii Galicji Wschodniej. Działo się to w momencie, kiedy Armia Czerwona doszła do Zbrucza, a kiedy nie podpisano jeszcze traktatu wersalskiego, i mocarstwa zachodnie nie podjęły jeszcze decyzji „o zezwoleniu Polsce zajęcia Galicji po Zbrucz”. Pod wnioskiem podpisali się: Aleksander Skarbek, Stanisław Głąbiński, Marian Seyda, Edward Dubanowicz, Stanisław Grabski, Wojciech Korfanty, Jan Zamorski, Witold Teofil Staniszkis, Aleksander Dębski i inni. Kiedy sytuacja polityczna zmieniła się na korzyść Polski, wniosek został wycofany, a jego autorzy zadeklarowali się jako zwolennicy asymilacji narodowej.
Po podpisaniu traktatu ryskiego w 1921 roku, który m.in. ustalał przebieg nowej polskiej granicy, na wschód od ówczesnej granicy pozostała większość ziem odebranych Polsce jeszcze za czasów II rozbioru i ziemie zajęte przez Rosję w I rozbiorze. Na terenach tych pozostała liczna społeczność polska, szacowana na 1,2 miliona do 2 milionów Polaków. Kolejne ponad 100 tysięcy Polaków wyemigrowało w granice II Rzeczypospolitej ze wschodu, byli to głównie ziemianie i inteligencja.
Rosja sowiecka wobec polskiej społeczności pozostałej na wschód od Zbrucza początkowo zorganizowała akcję polegającą na uczynieniu z Polaka wzorcowego obywatela sowieckiego. Ku temu zmierzała wprowadzona autonomia i pozorowana szeroka swoboda w polskich okręgach narodowościowych, Marchlewszczyźnie i Dzierżyńszczyźnie. Zsowietyzowaną społeczność polską planowano wykorzystać jako element destabilizacyjny wobec II Rzeczypospolitej. Jednymi z większych miast o charakterze polskim były wówczas Mińsk i Żytomierz. Z biegiem czasu oczywistym stało się, że Polacy nie byli podatni na wyczekiwaną przez Sowietów zmianę swojej mentalności. Postanowiono więc rozwiązać „kwestię polską” na obszarze ZSRR inną metodą, a mianowicie poprzez całkowitą eksterminację Polaków. Okręgi narodowościowe zostały zlikwidowane w latach trzydziestych XX wieku. Szacuje się, że podczas rozpętanej czystki etnicznej co najmniej 111 tysięcy Polaków zostało wymordowanych, prawie 29 tysięcy skazano na pobyt w obozach koncentracyjnych w strukturach Gułagu, a ponad 100 tysięcy deportowano m.in. do Kazachstanu, na Syberię, w rejony Charkowa i Dniepropietrowska.

## Kresy w czasie II wojny światowej i po niej

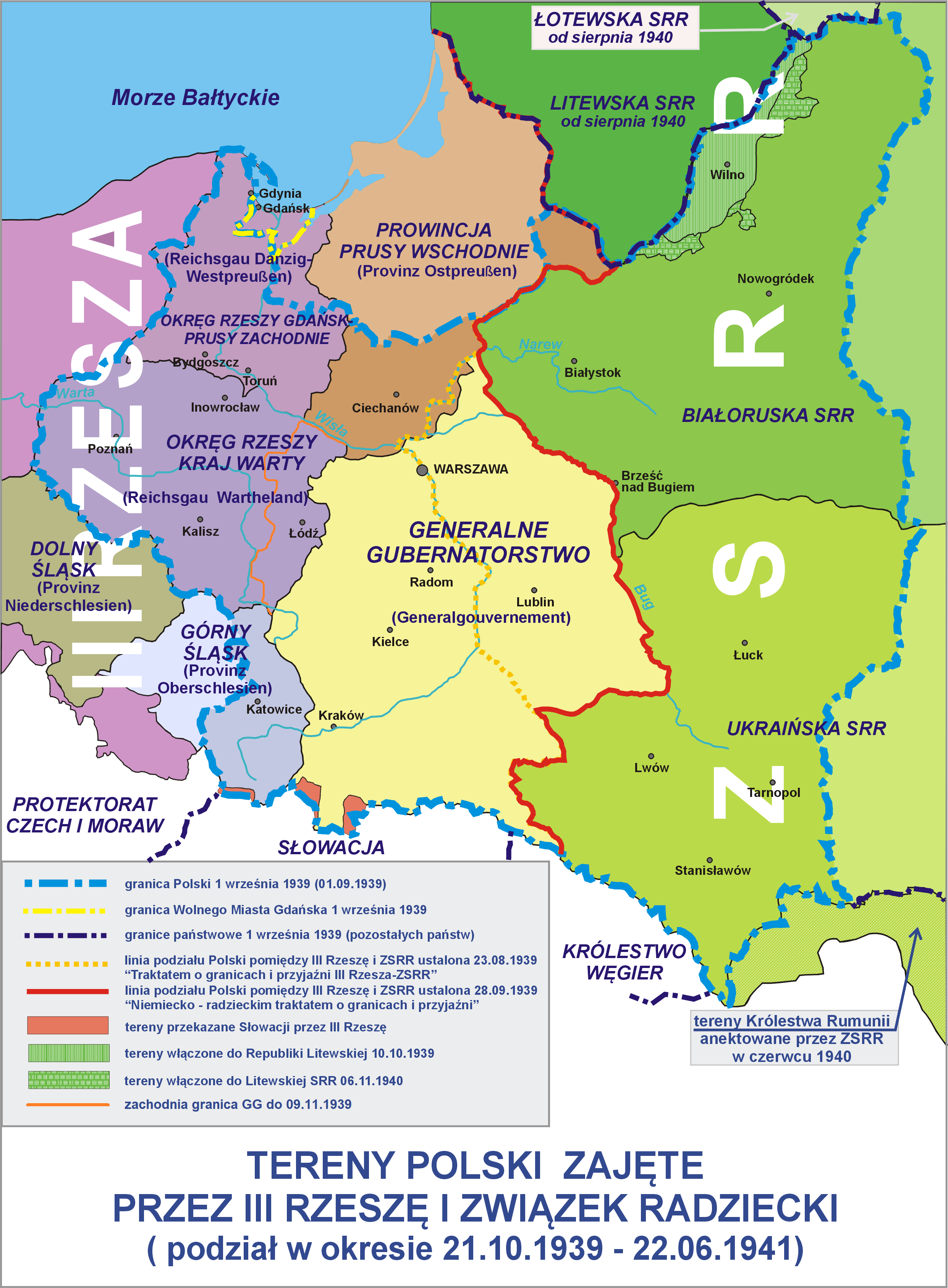
Podział administracyjny okupowanych ziem polskich w latach 1939–1941

Po agresji ZSRR na Polskę 17 września 1939 roku obszar kresów wchodzący do tej pory w skład II Rzeczypospolitej znalazł się pod okupacją radziecką, a po ataku Niemiec na ZSRR 22 czerwca 1941 roku – pod okupacją niemiecką. Na terenie kresów nastąpiło wówczas bardzo duże nasilenie konfliktów narodowościowych, które przybrały charakter czystek etnicznych. Konflikt dotyczył przede wszystkim relacji między ludnością polską i ludnością ukraińską na Wołyniu i we wschodniej Galicji. Po II wojnie światowej wschodnia granica Polski została ustalona na linii Curzona, w wyniku czego obszary nazywane kresami znalazły się poza jej terytorium.
W latach 1939–1941 Kresy Wschodnie były okupowane przez ZSRR i – do 1940 r. – Litwę (Wileńszczyzna), w latach 1941–1944 – przez III Rzeszę, w latach 1944–1945 – ponownie przez ZSRR. 22 października 1940 roku brytyjski ambasador w ZSRR Stafford Cripps przedstawił stronie radzieckiej memorandum, w którym Wielka Brytania gotowa była uznać, do czasu podjęcia konsultacji de facto suwerenność ZSRR w Estonii, Łotwie, Litwie, Besarabii i Północnej Bukowinie i tych częściach byłego państwa polskiego, które znajdują się obecnie pod władzą (control) radziecką.
Aneksja terytorium Polski została zaakceptowana przez Wielką Brytanię i USA podczas konferencji teherańskiej oraz jałtańskiej. Decyzje w sprawie zmian granic Polski przez Wielką Brytanię, ZSRR i USA podjęte bez udziału i zgody Rządu RP na uchodźstwie były pogwałceniem zasad Karty Atlantyckiej i polsko-brytyjskiej umowy sojuszniczej.
Po konferencji jałtańskiej (4–11 lutego 1945), wyłoniony w konsekwencji jej ustaleń Tymczasowy Rząd Jedności Narodowej podpisał 16 sierpnia 1945 umowę z ZSRR, uznając nieco zmodyfikowaną linię Curzona za wschodnią granicę Polski, w oparciu o porozumienie o granicy zawarte pomiędzy PKWN i rządem ZSRR 27 lipca 1944. W konsekwencji Kresy Wschodnie zostały odłączone od Polski i wcielone do republik związkowych ZSRR: Białoruskiej SRR, Litewskiej SRR i Ukraińskiej SRR. Zakończyła się tym samym sowiecka okupacja Kresów Wschodnich (chociaż opór zbrojny i represje wobec ludności trwały do początku lat pięćdziesiątych) oraz w drodze cesji nabył to terytorium Związek Radziecki. W świetle prawa międzynarodowego wszystko, co działo się przed podpisaniem wyżej wspomnianej umowy na Kresach Wschodnich w granicach określonych w traktacie ryskim, działo się na terytorium Polski.
Terytorialne skutki II wojny światowej były dla Polski i Polaków radykalnym zerwaniem z przeszłością. Ustanowienie wschodniej granicy Polski na linii Curzona zniszczyło ostatecznie resztki dziedzictwa Rzeczypospolitej Obojga Narodów. Dla wielu pokoleń Polaków takie miasta jak Wilno, Grodno czy Lwów były w takim samym stopniu polskie, jak Warszawa, Kraków czy Lublin. Kresy Wschodnie przez 600 lat były silnie związane pod względem politycznym, gospodarczym i kulturalnym z Polską; nawet w czasie zaborów społeczeństwo polskie powszechnie uznawało je za obszar bezspornie polski, naturalnie przynależący do mającej się odrodzić w nieokreślonej bliżej przyszłości przy sprzyjających okolicznościach geopolitycznych Rzeczypospolitej. Tereny, które Polska utraciła w wyniku II wojny światowej zaledwie w ok. 1/3 zamieszkiwali Polacy, ale stanowili oni kulturalną i intelektualną elitę tych ziem. Odebranie ich Polsce i wcielenie do republik radzieckich było równoznaczne ze zniszczeniem kresowej kultury i historii, która była przekazywana z pokolenia na pokolenie. Stało się to pomimo walki od pierwszego do ostatniego dnia wojny i formalnej przynależności do zwycięskiej koalicji antyhitlerowskiej. Nie można jednak pomijać faktu, że Polska w zamian za utracone 179 tys. km² przedwojennego terytorium na wschodzie uzyskała bardzo istotną rekompensatę terytorialną na zachodzie o powierzchni 102,8 tys. km². Granica wschodnia Polski przesunęła się daleko na zachód z rozgraniczenia ustalonego w traktacie ryskim na linię Curzona, ale jednocześnie granica zachodnia przesunęła się z granicy ustalonej w traktacie wersalskim na linię Odry i Nysy Łużyckiej.
Obecnie, z perspektywy kilkudziesięciu lat, można inaczej – bardziej kompleksowo i obiektywnie, z uwzględnieniem bilansu zysków i strat – spojrzeć na kwestię granic wschodnich Polski i sposób jej rozwiązania po II wojnie światowej.
Według Michała Pietrzaka utrata ziem położonych na wschód od linii Curzona była ceną, jaką przyszło Polsce zapłacić za błędną politykę wobec mniejszości narodowych w okresie dwudziestolecia międzywojennego. Dążąc do asymilacji narodowej ludności ukraińskiej i białoruskiej przy jednoczesnym braku zaoferowania jakichkolwiek korzyści społeczno-ekonomicznych z tego tytułu zmarnowano szansę pozyskania dla polskiej państwowości przynajmniej niewielkiej części Ukraińców i Białorusinów w zamian za pewne ustępstwa wobec tych mniejszości. W efekcie po przegranej wojnie obronnej Polski we wrześniu 1939 r. nie było wśród Ukraińców i Białorusinów żadnego ugrupowania politycznego opowiadającego się za Polską, względnie za przynależnością spornych terytoriów do Polski. Podobnego zdania jest Wojciech Śleszyński:

„Choć Rzeczpospolita przegrała Kresy w wyniku II wojny światowej i zachodzących w tej części Europy zmian geopolitycznych, to nie bez znaczenia pozostawały także efekty błędnie prowadzonej polityki wewnętrznej. Większość Polaków ziemie kresowe uznawała za „odwiecznie polskie”, a obecność „innych” mogła być tam co najwyżej tolerowana. Państwo podjęło zbyt mało działań mających na celu pozyskanie mniejszości narodowych. Pod koniec lat trzydziestych władze zdawały już sobie sprawę, że obok działań represyjnych, muszą nastąpić także zmiany w sferze społeczno-ekonomicznej. Mimo to nie zdecydowały się na rozbicie tradycyjnych struktur, a społecznościom wiejskim nie zaproponowały praktycznie żadnej drogi awansu społecznego. Wynikało to zarówno z niekonsekwentnej polityki, jak i braku środków finansowych na zaspokojenie aspiracji lokalnej ludności. Trudno się zatem dziwić, że we wrześniu 1939 r. miejscowe społeczności bez żalu, a w najlepszym przypadku z obojętnością, żegnały się z II Rzecząpospolitą, która nigdy nie stała się do końca ich państwem. Jedyną grupą narodowościową na Kresach, rzeczywiście silnie związaną z państwem polskim pozostawali sami Polacy. W nowej rzeczywistości politycznej, w okresie okupacji sowieckiej, to właśnie im przyszło zapłacić za to przywiązanie najwyższą cenę”.

Rząd RP na uchodźstwie (od 5 lipca 1945 r. nieuznawany przez wielką trójkę, a po 1972 r. już przez żadne państwo na świecie) aż do końca swego istnienia formalnie nie uznawał oderwania Kresów od Polski. Na emigracji funkcjonowały liczne organizacje kresowe, m.in. Związek Ziem Północno-Wschodnich RP (1942-1972), Związek Ziem Południowo-Wschodnich RP (1943–1970), Związek Ziem Wschodnich RP (utworzony w 1955), Koło Lwowian w Londynie (utworzone w 1960), Koło Lwowian w Sztokholmie, Związek Żołnierzy Kresowych w Niemczech, Koło Kijowian, Koło Samborzan, Koło Drohobyczan, Związek Miłośników Wilna im. Króla Zygmunta Augusta w Chicago, Związek Ziem Wschodnich w Melbourne. Kresowiacy od 1949 r. mieli swoją reprezentację w emigracyjnym „parlamencie” – w Radzie Narodowej RP/ Radzie Rzeczypospolitej działacze kresowi skupiali się w Klubie Ziem Wschodnich. Wydawano czasopisma związane z Kresami (m.in. w l. 1946–1950 tygodnik „Lwów i Wilno”). Do najbardziej znanych emigracyjnych działaczy kresowych zaliczali się m.in.: Stanisław Mackiewicz, Józef Godlewski, Stefan Tyszkiewicz, Kazimierz Okulicz, Adam Treszka.

Linia Curzona i zmiany terytorium Polski, 1945

## Demografia

### Ludność według deklarowanej narodowości 1921
| Województwo     | Ludność [tys.] | Polacy [%] | Żydzi [%] | Inne słowiańskie [%]     | Pozostali [%] |
| --------------- | -------------- | ---------- | --------- | ------------------------ | ------------- |
| wileńskie (*)   | –              | –          | –         | –                        |               |
| nowogródzkie    | 800,8          | 54         | 7         | 39 Białorusini           | 1             |
| poleskie        | 879,4          | 25         | 17        | 42 Białorusini/„tutejsi” | 16            |
| wołyńskie       | 1437,6         |            |           | Ukraińcy                 |               |
| tarnopolskie    | 1428,5         | 45         | 4,8       | 50 Ukraińcy              | 0,2           |
| stanisławowskie | 1339,2         | 23         | 7         | 68 Ukraińcy              | 2             |
| lwowskie        | 2789           |            |           |                          |               |

(*) woj. powstało w 1925

### Ludność według deklarowanego języka ojczystego 1931
| Województwo     | Ludność [tys.] | Polski [%] | Jidysz i hebrajski [%] | Ukraiński i „ruski”[%] | Białoruski [%] | Pozostałe [%] |
| --------------- | -------------- | ---------- | ---------------------- | ---------------------- | -------------- | ------------- |
| wileńskie       | 1276           | 59,7       | 8,5                    | 0,0                    | 22,7           | litewski 5,2  |
| nowogródzkie    | 1057           | 52,4       | 7,3                    | 0,1                    | 39,1           | rosyjski 0,7  |
| poleskie        | 1132           | 14,5       | 10,0                   | 4,8                    | 6,6            | „tutejsi”62,5 |
| wołyńskie       | 2086           | 16,6       | 9,9                    | 68,4                   | 0,1            | niemiecki 2,3 |
| tarnopolskie    | 1600           | 49,3       | 4,9                    | 45,5                   | 0,0            | niemiecki 0,2 |
| stanisławowskie | 1480           | 22,4       | 7,4                    | 68,83                  | 0,0            | niemiecki 1,1 |
| lwowskie        | 3127           | 57,7       | 7,5                    | 36,66                  | 0,0            | niemiecki 0,4 |

Według Drugiego Powszechnego Spisu Ludności z 9 grudnia 1931 r.

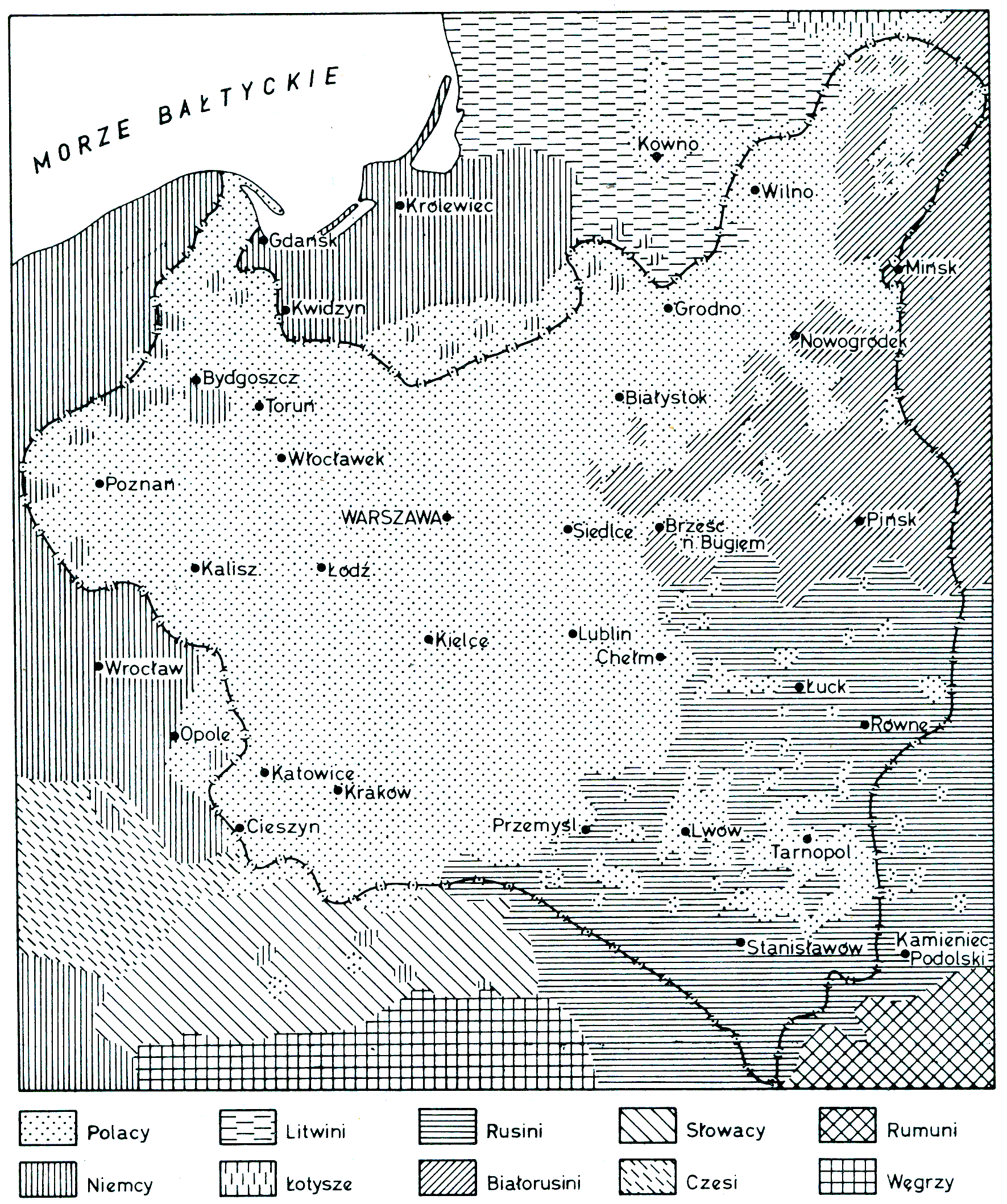
Narodowości Polski według danych spisu powszechnego 1931

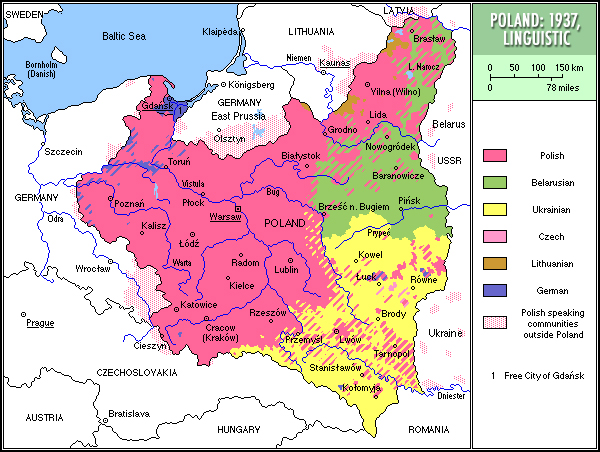
Mapa języków II RP, 1937

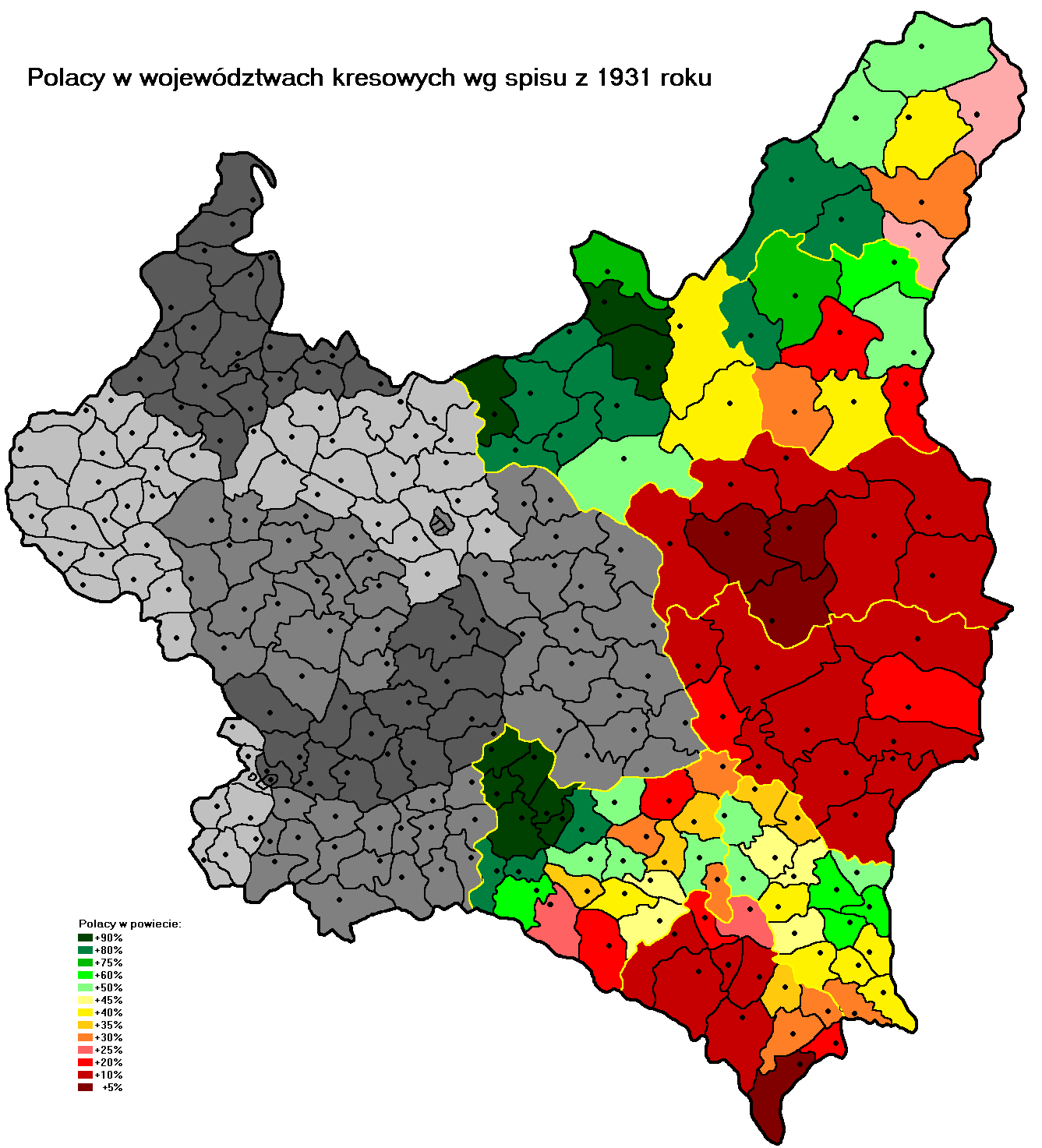
Polacy w województwach kresowych w 1931 roku według spisu powszechnego (%)

### Miasta w 1931
Ludność miast stanowili w większości Polacy z dużym odsetkiem ludności żydowskiej (do ok. 20%). W 1931 r. największymi miastami Kresów II RP były:
| Miasto            | Liczba ludności |
| ----------------- | --------------- |
| Lwów              | 312 200         |
| Wilno             | 195 100         |
| Stanisławów       | 60 000          |
| Brześć nad Bugiem | 50 700          |
| Grodno            | 49 700          |
| Równe             | 41 900          |
| Borysław          | 41 500          |
| Łuck              | 35 600          |
| Tarnopol          | 33 900          |

### Dane z roku 1939
Na Kresach Wschodnich RP żyło, w 1939, ok. 13 mln ludzi, w tym:
- Polacy – 43,1%
- Ukraińcy – 33%
- Żydzi – 8,3%
- Białorusini – 7,6%
- Tutejsi – 6%
- Inni – 2%

#### Dane szacunkowe z roku 1939
| Województwo     | Polacy %   | Ukraińcy % | Żydzi % | Białorusini % | Inni %   |
| --------------- | ---------- | ---------- | ------- | ------------- | -------- |
| Białostockie    | ok. 71%    | –          | 11,9%   | 14,5%         | 2,6%     |
| Wileńskie       | ok. 52%    | –          | 8,5%    | 32%           | 7,5%     |
| Nowogródzkie    | ok. 34%    | –          | 7,3%    | 58,3%         | 0,4%     |
| Poleskie        | 11,2–14,5% | 19,3%      | ok. 10% | 59,5%         | ?        |
| Wołyńskie       | 15,5–16,5% | ok. 69%    | 10%     | –             | 5,5–4,5% |
| Tarnopolskie    | 37%        | 53%        | 10%     | –             | –        |
| Stanisławowskie | ok. 16,5%  | 72,9%      | 9,5%    | –             | 1,1%     |
| Lwowskie        | 46,5%      | ok. 41,8%  | 10,9%   | –             | 0,8%     |

### Mały rocznik statystyczny 1941
Ludność terenów zajętych przez ZSRR po napaści na Polskę 17 września i po podpisaniu paktu o granicach i przyjaźni pomiędzy III Rzeszą a ZSRR 28 września 1939.
| Naród         | Liczba ludności [tys.] |
| ------------- | ---------------------- |
| Polacy        | 5274 (39,7%)           |
| Żydzi         | 1109 (8,3%)            |
| Pozostali (*) | 6916 (52%)             |
| Ogółem        | 13299                  |

(*) Ukraińcy, Białorusini, Litwini, Tatarzy, Niemcy, Rosjanie, Tutejsi i.in.

## Współczesność

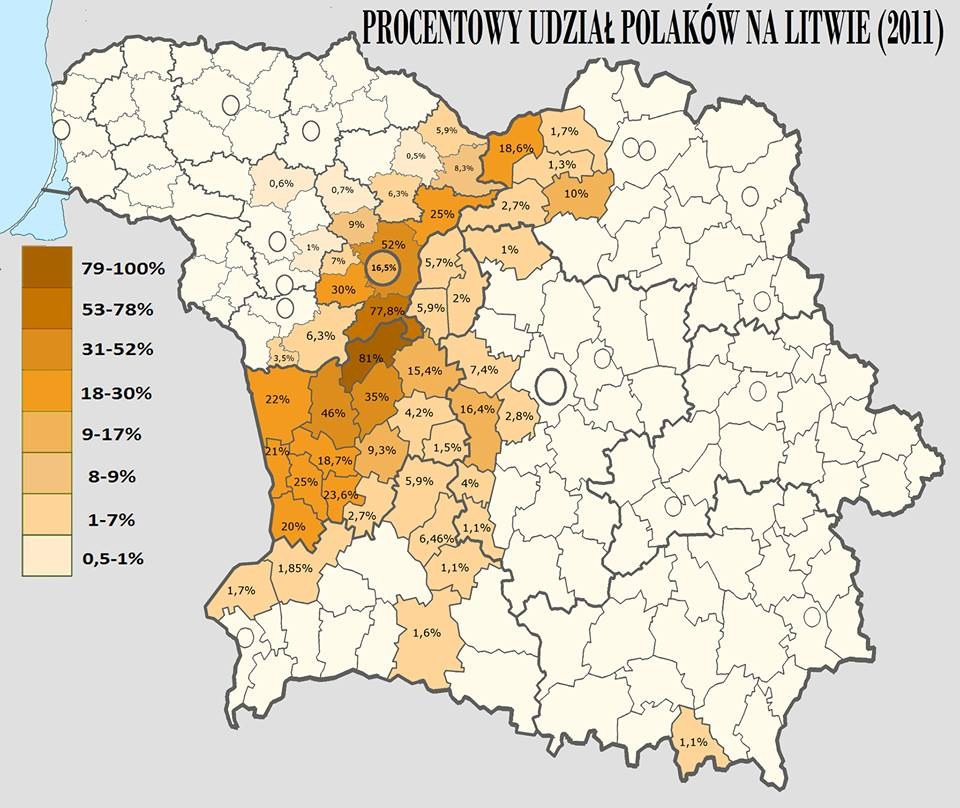
Procentowy udział ludności polskiej na Litwie i Białorusi (2011)

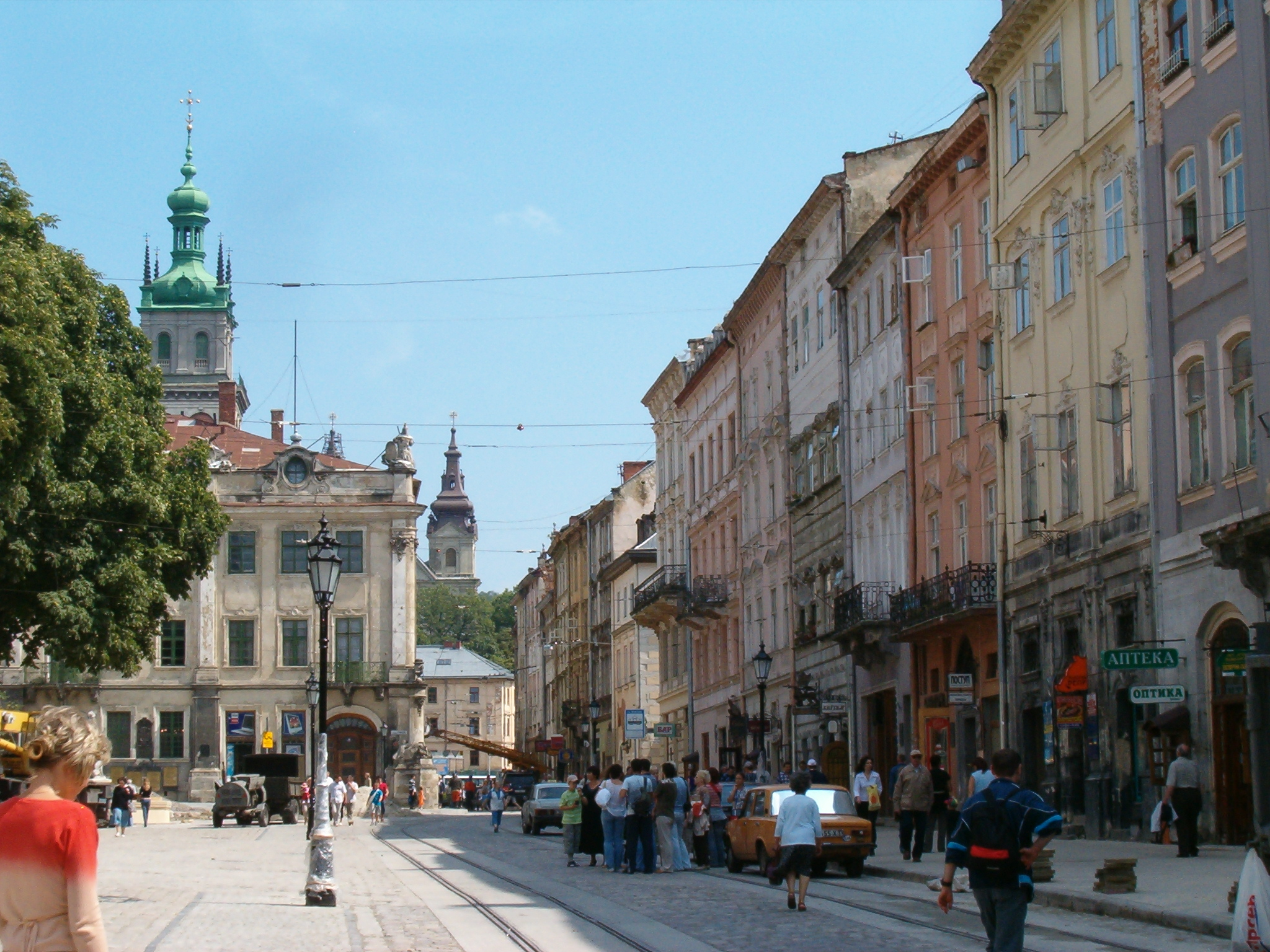
Stare Miasto we Lwowie (2007)

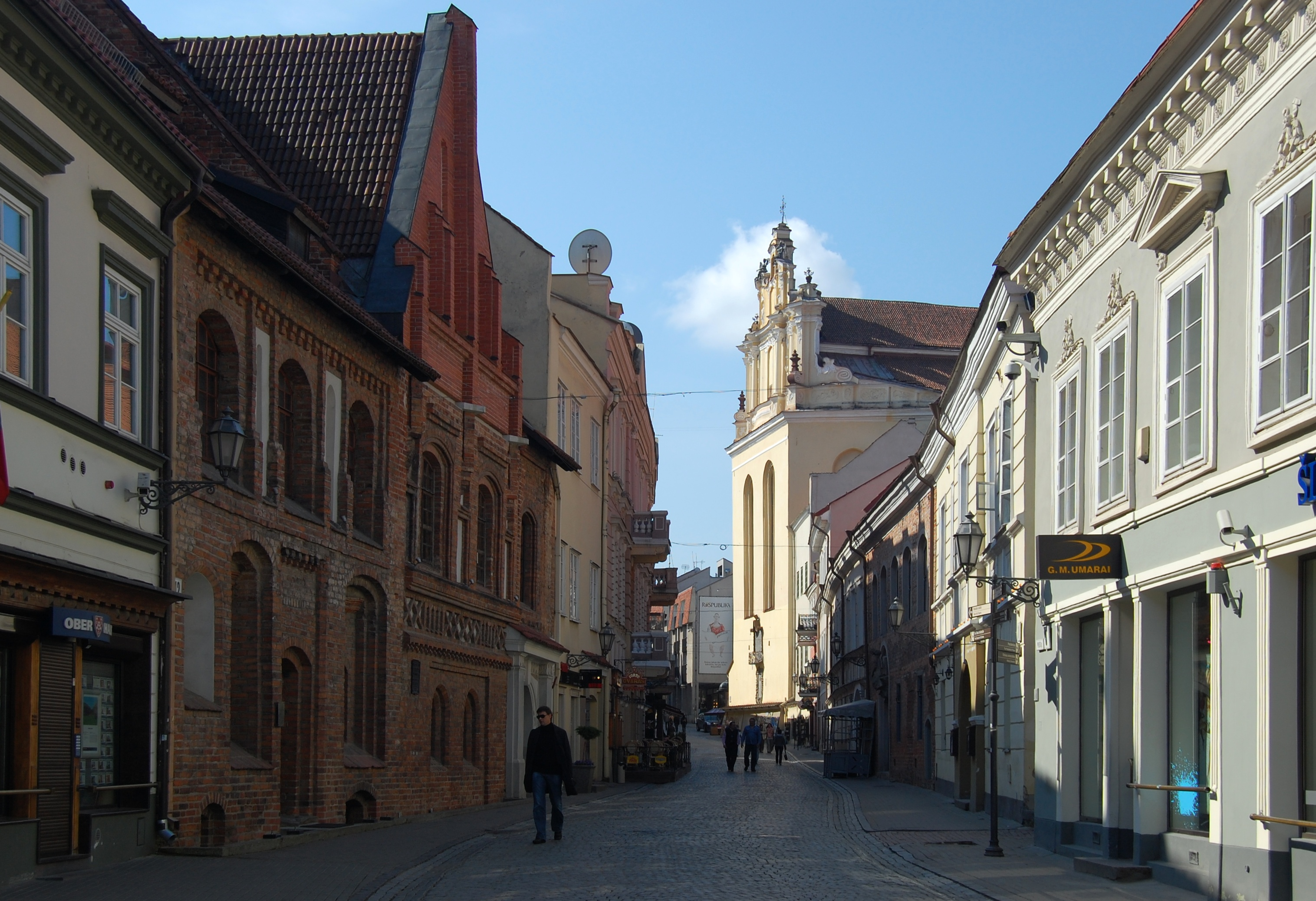
Stare Miasto w Wilnie (2008)

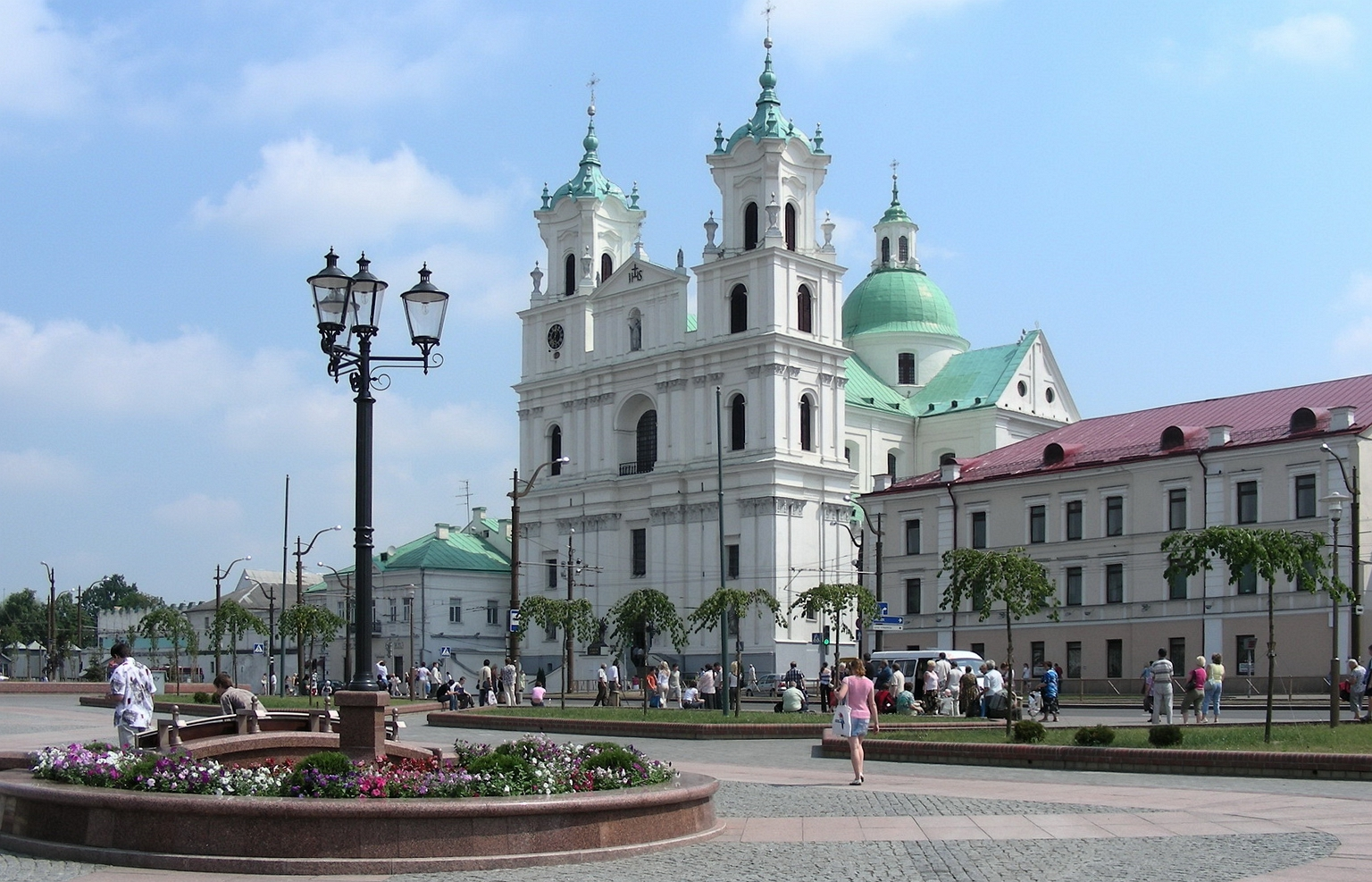
Kościół pojezuicki i Batorówka w Grodnie (2007)

Według sondażu przeprowadzonego w 2007 przez Instytut Pentor dla tygodnika „Wprost” 52,2% obywateli Polski uważa Kresy Wschodnie z Wilnem i Lwowem za ziemie polskie, w tym 51% badanych w wieku poniżej 29 lat (wychowanych po 1989).

### Miasta

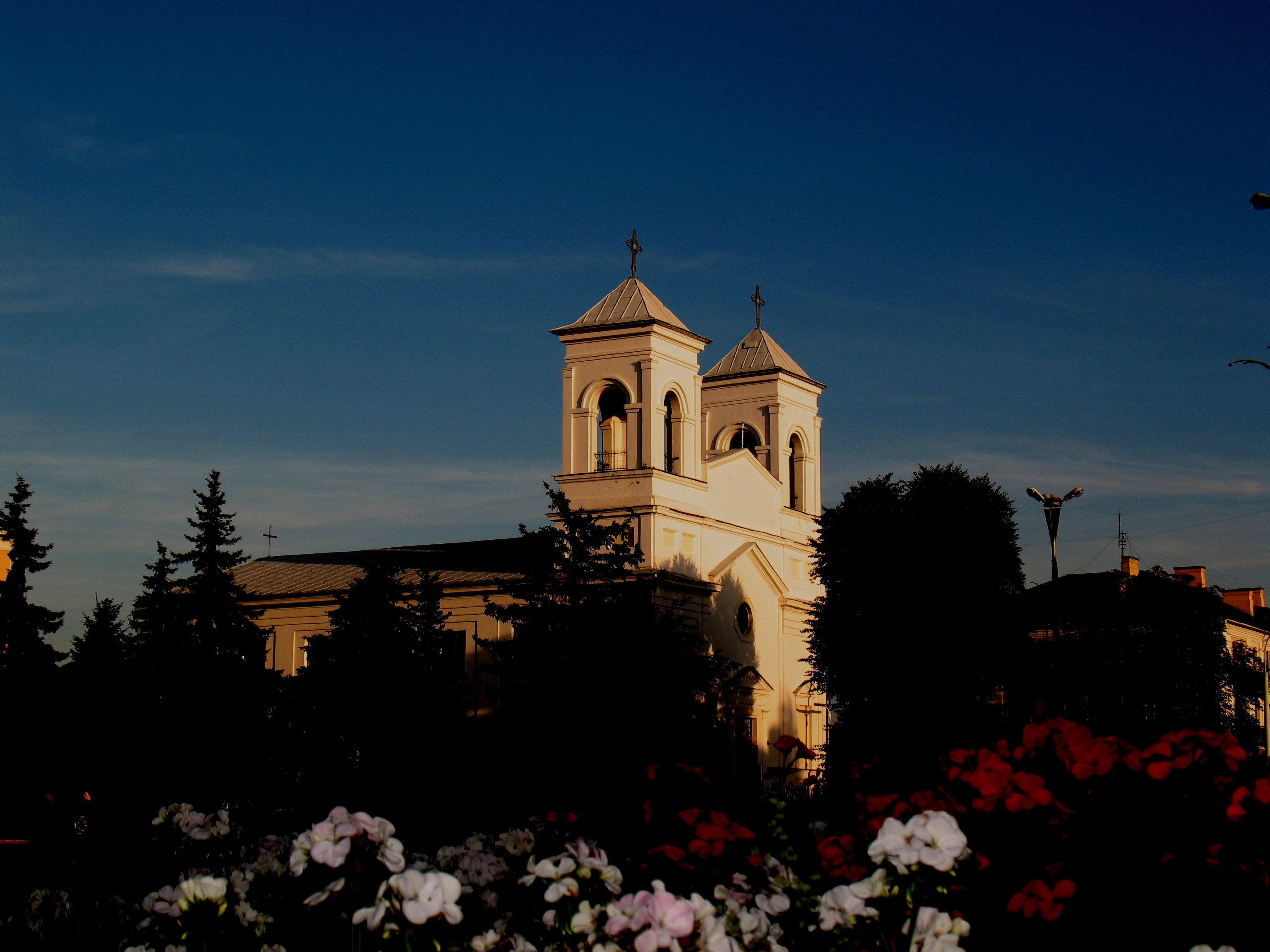
Kościół Podwyższenia Krzyża Świętego w Brześciu (2009)

Największe miasta Kresów Wschodnich współcześnie, uwzględniając wyłącznie miasta, które leżały w granicach Korony przed unią lubelską oraz w Rzeczypospolitej (bez posiadłości lennych), z wyjątkiem miast powstałych po utracie obszaru przez Polskę (podkreślone zostały stolice województw I RP):
|     | Miasto                        | Rok utraty | Województwo w I RP           | Województwo w II RP         |
| --- | ----------------------------- | ---------- | ---------------------------- | --------------------------- |
| 1.  | Kijów                         | 1667       | Województwo kijowskie        | –                           |
| 2.  | Mińsk                         | 1793, 1920 | Województwo mińskie          | Okręg miński (1919-20)      |
| 3.  | Lwów                          | 1772, 1945 | Województwo ruskie           | Województwo lwowskie        |
| 4.  | Ryga                          | 1621       | Województwo wendeńskie       | –                           |
| 5.  | Wilno                         | 1795, 1945 | Województwo wileńskie        | Województwo wileńskie       |
| 6.  | Homel                         | 1772       | Województwo mińskie          | –                           |
| 7.  | Mohylew                       | 1772       | Województwo mścisławskie     | –                           |
| 8.  | Witebsk                       | 1772       | Województwo witebskie        | –                           |
| 9.  | Winnica                       | 1793       | Województwo bracławskie      | –                           |
| 10. | Grodno                        | 1795, 1945 | Województwo trockie          | Województwo białostockie    |
| 11. | Brześć                        | 1795, 1945 | Województwo brzeskolitewskie | Województwo poleskie        |
| 12. | Smoleńsk                      | 1667       | Województwo smoleńskie       | –                           |
| 13. | Czernihów                     | 1667       | Województwo czernihowskie    | –                           |
| 14. | Połtawa                       | 1667       | Województwo kijowskie        | –                           |
| 15. | Kowno                         | 1795       | Województwo trockie          | –                           |
| 16. | Czerkasy                      | 1793       | Województwo kijowskie        | –                           |
| 17. | Chmielnicki (Płoskirów)       | 1793, 1920 | Województwo podolskie        | Okręg podolski (1919-20)    |
| 18. | Żytomierz                     | 1793       | Województwo kijowskie        | –                           |
| 19. | Iwano-Frankiwsk (Stanisławów) | 1772, 1945 | Województwo ruskie           | Województwo stanisławowskie |
| 20. | Równe                         | 1793, 1945 | Województwo wołyńskie        | Województwo wołyńskie       |
| 21. | Krzemieńczuk                  | 1667       | Województwo kijowskie        | –                           |
| 22. | Tarnopol                      | 1772, 1945 | Województwo ruskie           | Województwo tarnopolskie    |
| 23. | Łuck                          | 1795, 1945 | Województwo wołyńskie        | Województwo wołyńskie       |
| 24. | Bobrujsk                      | 1793, 1920 | Województwo mińskie          | Okręg miński (1919-20)      |
| 25. | Biała Cerkiew                 | 1793       | Województwo kijowskie        | –                           |

### Związki i stowarzyszenia polskie

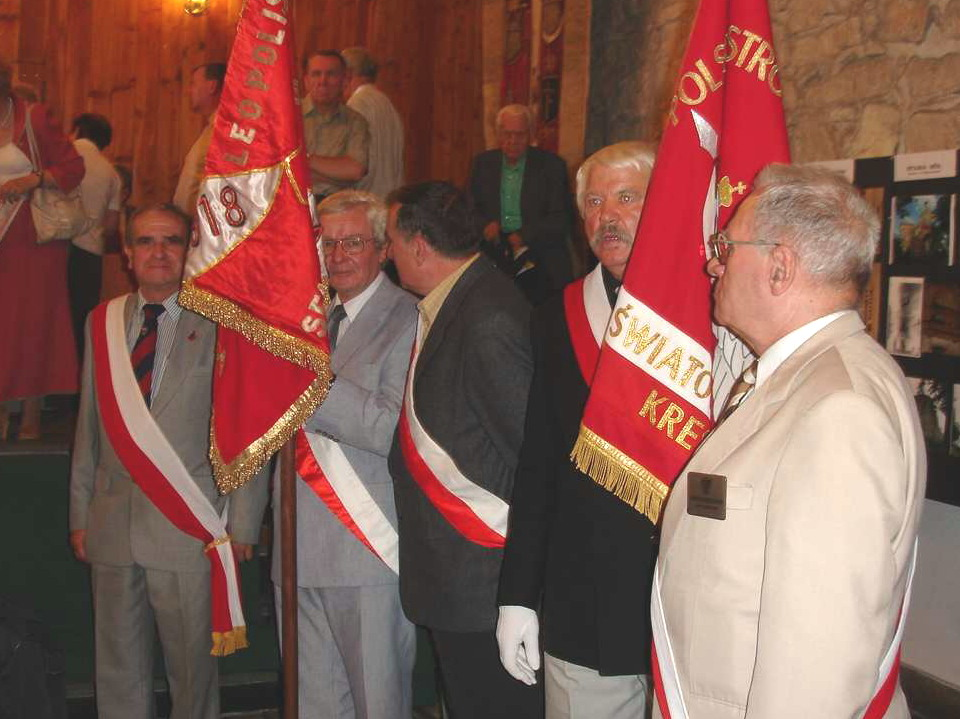
Kresowe poczty sztandarowe podczas trwania XIV Światowego Kongresu Kresowian w Częstochowie na Jasnej Górze. 2008

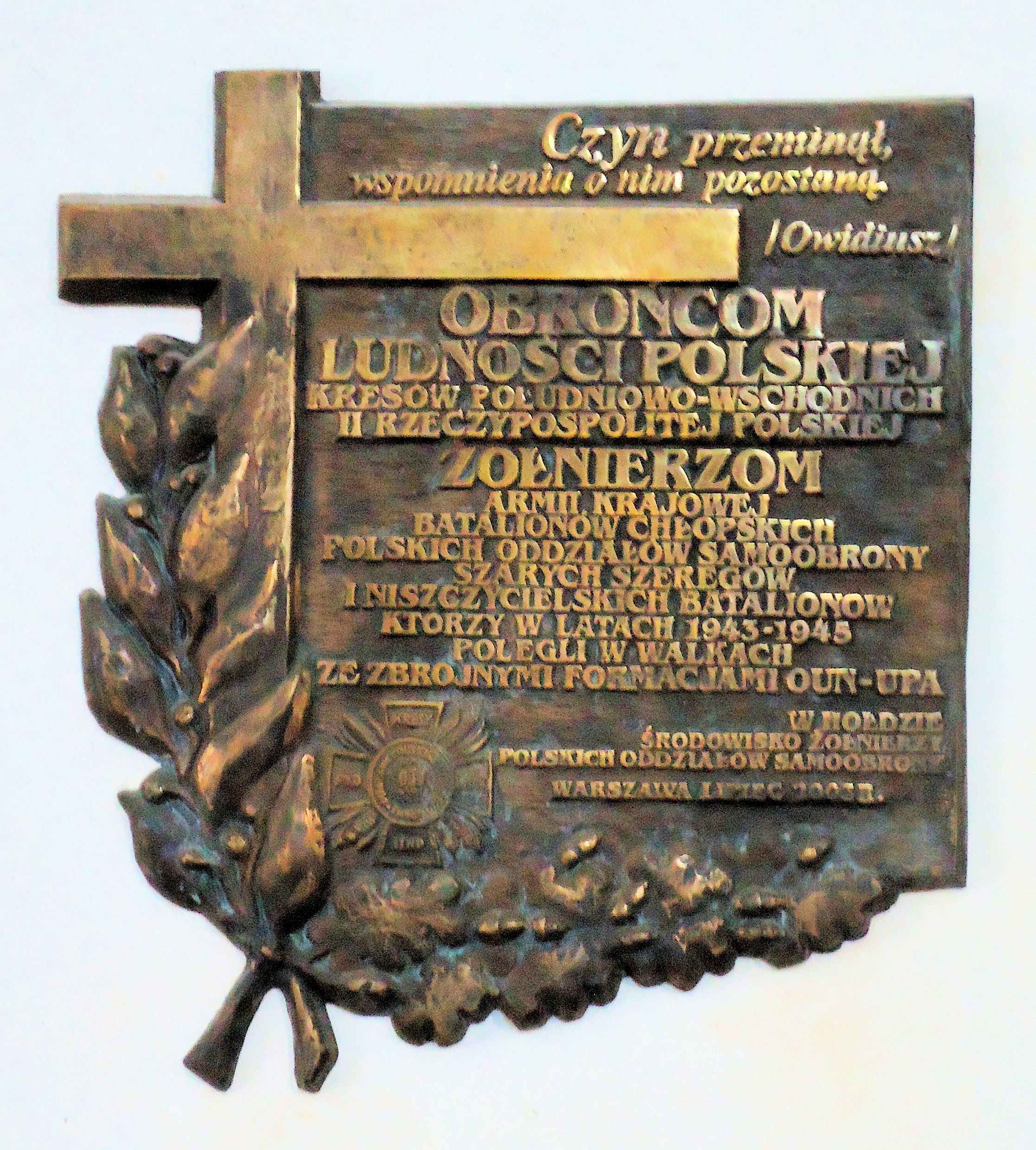
Tablica „Obrońcom ludności polskiej Kresów Południowo-Wschodnich”, Warszawa

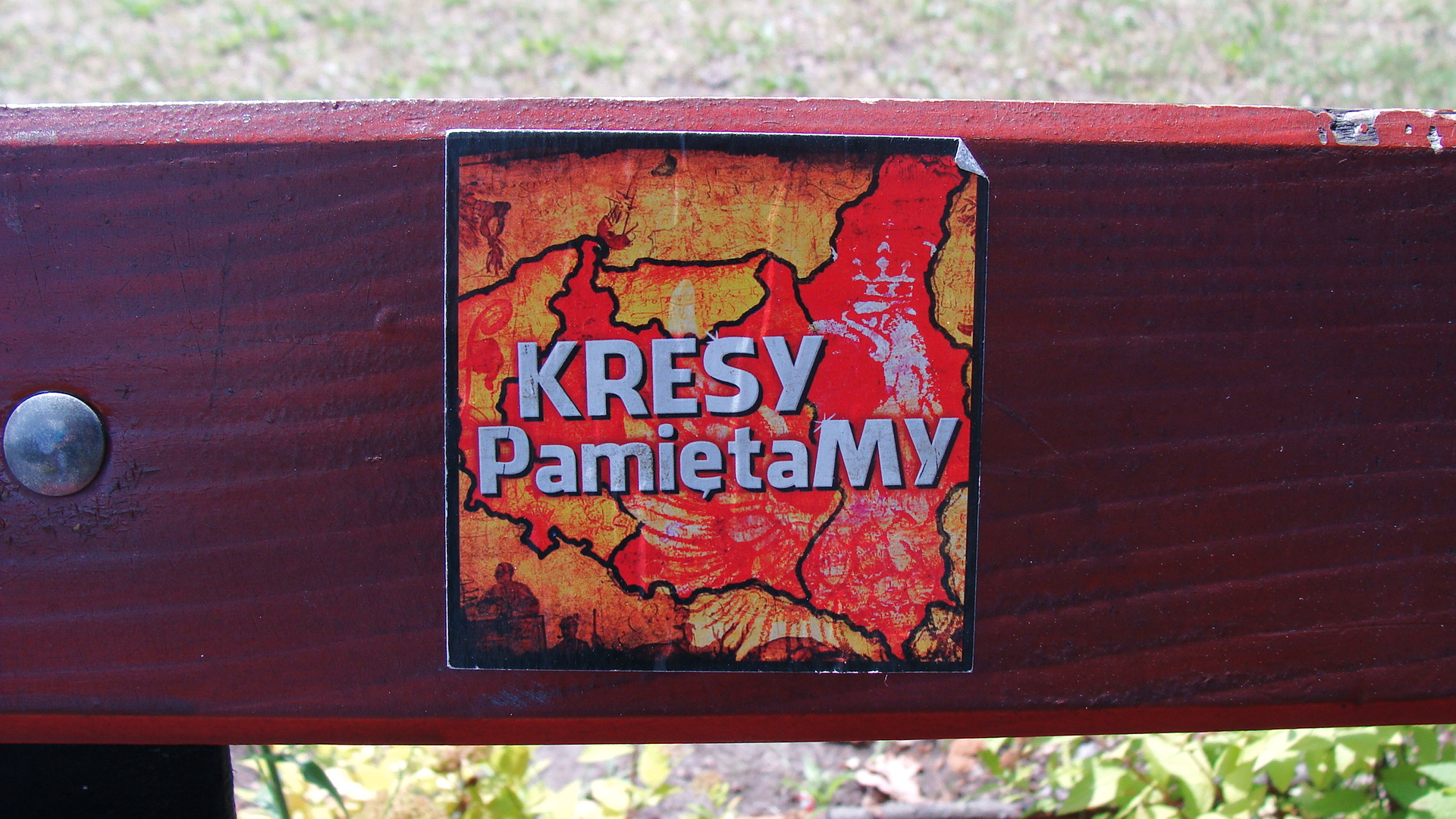
Wlepka, Sulejówek, lipiec 2013

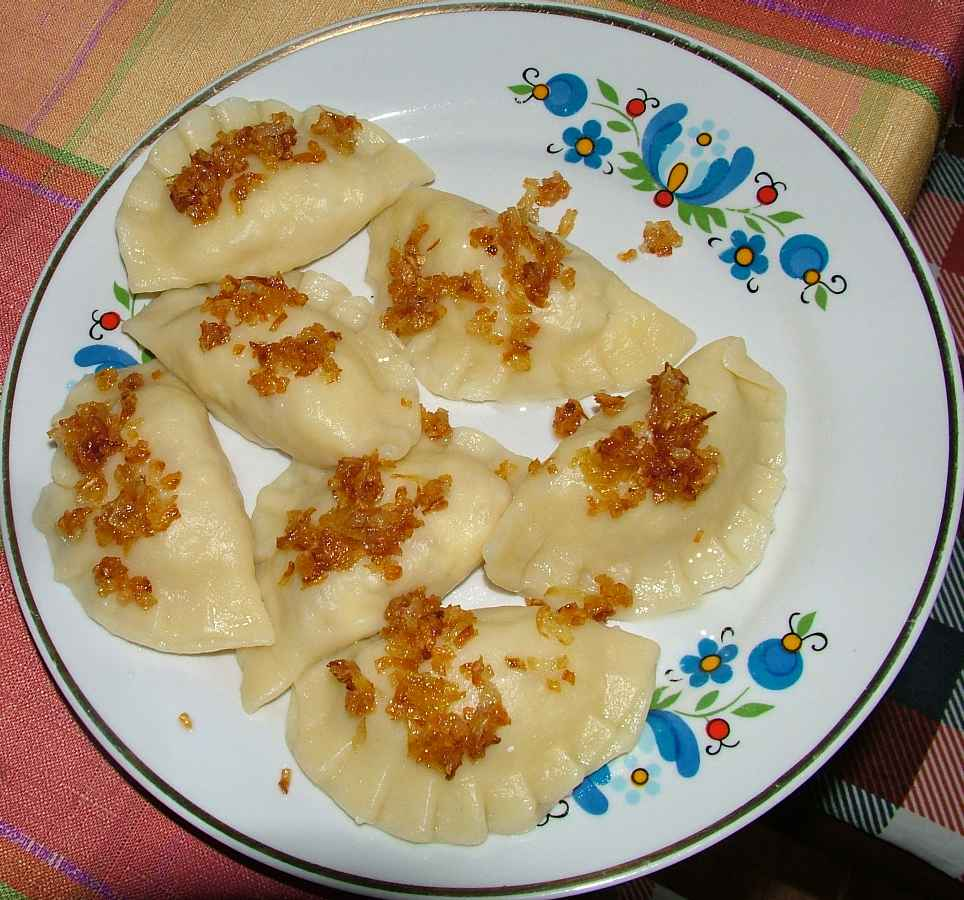
Tradycja Kresów – Pierogi ruskie gotowane, okraszone przysmażoną na tłuszczu cebulą

Obecnie w Polsce oraz na emigracji działa wiele związków i stowarzyszeń kultywujących pamięć o kulturze i tradycji Kresów. W Polsce działają m.in.: Związek Sybiraków, Patriotyczny Związek Organizacji Kresowych i Kombatanckich, Stowarzyszenie Upamiętniania Polaków Pomordowanych na Wołyniu, Stowarzyszenie Rodzin Osadników Wojskowych i Cywilnych Kresów Wschodnich, Związek Wypędzonych z Kresów Wschodnich RP, oddziały terenowe Towarzystwa Miłośników Lwowa i Kresów Południowo-Wschodnich, Towarzystwo Miłośników Wołynia i Polesia, Towarzystwo Przyjaciół Grodna i Wilna, Stowarzyszenie Przyjaciół Ziemi Drohobyckiej, Towarzystwo Miłośników Brzeżan i Ziemi Podolskiej, Dolnośląskie Stowarzyszenie Miłośników Brzeżan i Ziemi Podolskiej, Towarzystwo Przyjaciół Ziemi Lidzkiej, Stowarzyszenie Kresowian Kędzierzyn-Koźle, Stowarzyszenie Kresowian w Dzierżoniowie, Stowarzyszenie „Wspólnota Polska”, Studencka Międzyuczelniana Organizacja Kresowiaków, Prabuckie Stowarzyszenie Kresowiaków, Stowarzyszenie Kresy – Pamięć i Przyszłość, Federacja Organizacji Kresowych, Stowarzyszenie „Dziedzictwo Kresów”
Na emigracji są to m.in.: Ognisko Rodzin Osadników Kresowych, Związek Ziem Wschodnich RP, czy Związek Żołnierzy 5 Dywizji Piechoty, Koło Lwowian w Londynie (Wielka Brytania), Związek Ziem Wschodnich RP w Melbourne (Australia), Koło Lwowian w Chicago (Stany Zjednoczone), Związek Ziem Wschodnich RP w Toronto (Kanada).
Najwięcej organizacji i stowarzyszeń istnieje na terenach utożsamianych z kresami, głównie na Ukrainie, w mniejszym stopniu na Białorusi, Litwie i Łotwie:

#### Ukraina
- Kijów: Federacja Organizacji Polskich na Ukrainie[64], Związek Polaków na Ukrainie (z 73 oddziałami[65] m.in. w Kijowie, Żytomierzu, Kamieńcu Podolskim, Odessie, Berdyczowie, Płoskirowie, Latyczowie, Nityszynie, Sławucie, Szepetówce, Wołoczyskach, Czarnym Ostrowie), Instytut Polski w Kijowie[66],
- Lwów: oddział Federacji Organizacji Polskich na Ukrainie, Klub Stypendystów Fundacji Semper Polonia we Lwowie, Towarzystwo Kultury Polskiej Ziemi Lwowskiej we Lwowie[67], Instytut Lwowski[68], Polski Zespół Pieśni i Tańca „Lwowiacy”[69], Zespół Pieśni i Tańca „Weseli Lwowiacy”[70], Organizacja Polskich Kombatantów i Osób Represjonowanych miasta Lwowa,
- Łuck: Stowarzyszenie Kultury Polskiej im. Ewy Felińskiej na Wołyniu, Stowarzyszenie Kultury Polskiej im. Tadeusza Kościuszki,
- Brzeżany: Polskie Kulturalno-Oświatowe Towarzystwo im. bł. Marceliny Darowskiej[71],
- Żytomierz: Żytomierski Obwodowy Związek Polaków na Ukrainie[72], Związek Polaków Żytomierszczyzny „Polonia”[73], Związek Nauczycieli Polskich Żytomierszczyzny[73], Katolicki Klub Sportowy „Polonia” w Żytomierzu[73], Stowarzyszenie Lekarzy Polskiego Pochodzenia im. Św. Łukasza w Żytomierzu[73], Polskie Towarzystwo Naukowe w Żytomierzu[73], Dobroczynne Towarzystwo Kultury Polskiej na Żytomierszczyźnie[73], Chór im. J. Zarębskiego w Żytomierzu[73], Stowarzyszenie Kombatantów Wojska Polskiego w Żytomierzu[73], Polskie Towarzystwo Kulturalno-Oświatowe w Żytomierzu[73], Teatr Polski im. J. I. Kraszewskiego i Polskie Studium Teatralne w Żytomierzu[73], Studencki Klub Polski w Żytomierzu[73], Miejska Młodzieżowa Publiczna Organizacja „Polskie Bractwo Szlacheckie” w Żytomierzu[73], Żytomierska Obwodowa Społeczna Młodzieżowa Organizacja „Asocjacja Polaków Żytomierszczyzny”[73], Stowarzyszenie „Cmentarz Katolicki” w Żytomierzu[73], Towarzystwo Kultury Polskiej na Żytomierszczyźnie im. J. I. Kraszewskiego[73], Klub Stypendystów „Semper Polonia” w Żytomierzu[73], Stowarzyszenie Młodzieży Polskiej w Żytomierzu[73], Polski Dziecięcy Śpiewający Zespół „Dzwoneczki” w Żytomierzu[73], Zespół tańca polskiego „Koroliski”[73], Żytomierska obwodowa Młodzieżowa Publiczna Organizacja „Związek Szlachty Polskiej” w Żytomierzu[73],
- Odessa: Towarzystwo Kultury Polskiej „Polonia” w Odessie,
- Symferopol: Stowarzyszenie Polaków na Krymie w Symferopolu, Polski Ośrodek Kulturalno-Oświatowy im. A. Mickiewicza na Krymie, Krymski Oddział Stowarzyszenia Uczonych Polskich na Ukrainie w Symferopolu,
- Jałta: oddział Stowarzyszenie Polaków na Krymie, towarzyszenie Polaków w Jałcie „Odrodzenie”,
- Sewastopol: oddział Stowarzyszenie Polaków na Krymie, Zjednoczenie Polaków Sewastopola „Jedność”, Stowarzyszenie Obywateli Polskiej Narodowości „Nadzieja”, Towarzystwo Kultury Polskiej „Polonia” w Sewastopolu,
- Mikołajów: Stowarzyszenie Polaków w Mikołajowie[74], Stowarzyszenie „Polonia Semper Fidelis” w Mikołajowie,
- Chersoń: Obwodowe Towarzystwo Polskie „Polonia” w Chersoniu[75],
- Piwdennoukrajinśk: Stowarzyszenie Polaków „Polonia” w Piwdennoukrajinśku,
- Dżankoj: Stowarzyszenie Polaków Dżankoja,
- Pierwomajsk: Rejonowe Stowarzyszenie Polaków „Nadzieja”, Towarzystwo Kultury Polskiej im. Jana Pawła II w Pierwomajsku,
- Izmaił: Stowarzyszenie „Dom Polski „Kujawy” w Izmaile,
- Tulczyn: Stowarzyszenie „Dom Polski” w Tulczynie, Tulczyńskie Rejonowe Stowarzyszenie „Dom Polski”, Oddział ZPU „Jedność” w Żmerynce[73],
- Berdiańsk: Polskie Kulturalno-Oświatowe Towarzystwo „Odrodzenie” w Berdiańsku[76],
- Winnica: Winnicki Miejski Kulturalno-Oświatowy Związek Polaków[73], Polskie Stowarzyszenie Medyczne w Obwodzie Winnickim[73], Winnicka Miejska Organizacja Społeczna „Konfederacja Polaków Podola” / Polska Szkoła Niedzielna w Winnicy[73], Organizacja Społeczna „Konfederacja Polaków Podola – ХХІ wieku” w Winnicy[73], Winnickie Obwodowe Dobroczynne Towarzystwo „Dom Polski” im. T.M. Leoniuka[73], Stowarzyszenie Polskie Studentów Medyków w Winnicy[73], Winnickie Obwodowe Dobroczynne Stowarzyszenie „Świetlica Polska”[73], Winnickie polonijne stowarzyszenie „Kresowiacy”[73],
- Chmielnicki (dzisiejsza nazwa Chmielnicki): Zjednoczenie Polaków przy Kościele Rzymsko-Katolickim pw. Jezusa Króla Wszechświata[73], Kulturalno-Oświatowe Centrum im. J. Słowackiego Wspólnoty Polskiej miasta Chmielnickiego[73], Polskie Stowarzyszenie Muzyczne[73],
- Chmielnik Chmielnicki Miejski Związek Polaków im. W. Reymonta[73],
- Kamieniec Podolski: Polskie Stowarzyszenie Kulturalno-Oświatowe w Kamieńcu Podolskim[73], Stowarzyszenie Kultury Polskiej im. Jana Pawła II w Kamieńcu Podolskim[73], Centrum Kulturalno-Oświatowe im. Henryka Sienkiewicza wspólnoty polskiej Kamieńca Podolskiego[73],
- Gródek Podolski: Towarzystwo Dobroczynne „Polonia” w Gródku Podolskim[73], Towarzystwo Polskich Rodzin Katolickich na Podolu[73], Klub Stypendystów Fundacji SEMPER POLONIA[73],
- Jarmolińce: Związek Polaków Podola oddział w Jarmolińcach[73], Zrzeszenie Społeczne Rejonu Jarmolińskiego „Jedność”[73],
- Połonne: Polskie Stowarzyszenie Kulturalno-Oświatowe w Połonnem[73],
- Starokonstantynów: Społeczna Organizacja Zjednoczenie Polaków w Starokonstantynowie[73],
- Smotrycz: Stowarzyszenie Kultury Polskiej im. L. Kaczyńskiego w Smotryczu[73],
- Szaróweczka: „Asocjacja Nowe Życie” w Szaróweczce[73], Drużyna Harcerzy „Przyjaciele” w Szaróweczce[73],
- Nowogród Wołyński: (Nowograd Wołyńska) – Polska Społeczna Organizacja im. Adama Mickiewicza w Nowogradzie Wołyńskim[73], Nowograd Wołyński Charytatywny Fundusz „Towarzystwo Polskich Rodzin Katolickich im. Św. Wincentego[73], Polskie Kulturalno-Oświatowe Towarzystwo im. J. Lublinskiego w Nowogradzie Wołyńskim[73], Nowograd Wołyńska Rejonowa Organizacja Stowarzyszenia Kulturalno-Oświatowego „Polonia Zwiagelszczyzny”[73],
- Berdyczów: Berdzyczowskie Polskie Stowarzyszenie Wspierania Przedsiębiorczości[73],
- Emilczyn: Polskie Kulturalno-Oświatowe Stowarzyszenie im. Jana Pawła II w Emilczynie[73], Towarzystwo Polskiej Kultury „Odrodzenie” w Emilczynie[73],
- Baranówka: Kulturalno-Oświatowe Stowarzyszenie „Polska Świetlica” w Baranówce[73], Polskie Stowarzyszenie Kulturalno-Oświatowe im. J. I. Kraszewskiego w Baranówce[73],
- Andruszówka: Kulturalno-Oświatowe Towarzystwo Polaków im. Eustachego Iwanowskiego w Andruszówce[73],
- Horoszów: Rejonowy Kulturalno-Oświatowy Związek Polaków im. W. Reymonta w Horoszowie[73],
- Czerwonoarmijsk: Rejonowa Społeczna Organizacja „Towarzystwo Polaków «Pułyny»” w Czerwonoarmijsku[73],
- Lubar: Lubarskie Polskie Stowarzyszenie[73],
- Malin: Kulturalno-Oświatowe Stowarzyszenie im. H. Sienkiewicza w Malinie[73],
- Romanów: Polskie Stowarzyszenie Kulturalno-Oświatowe w Romanowie[73],
- Różyn: Towarzystwo Kulturalno-Oświatowe Polaków im. Ernesta Malinowskiego w Różynie[73],
- Bykówka: Stowarzyszenie Polaków im. Jana Pawła II w Bykówce[73],
- Dołbysz: Towarzystwo Polaków im. Jana Pawła II w Dowbyszu[73], Zjednoczenie Polaków Żytomierszczyzny „Polonia” w Dowbyszu/Polskie Kulturalno-Oświatowe Stowarzyszenie w Dowbyszu[73],
- Horodnica: Stowarzyszenie „Róża” w Horodnicy[73],
- Pierszotrawieńsk: Polskie Kulturalno-Oświatowe Towarzystwo „Tokariwka” w Perszotraweńsku[73],
- Susły: Kulturalno-Oświatowe Stowarzyszenie im. Jana Stypuły w Susłach[73],
- Bar: Barskie Rejonowe Kulturalno-Oświatowe Stowarzyszenie Polaków[73],
- Kalinówka: Kalinowski Rejonowy Centrum Kultury Polskiej[73],
- Koziatyn: Stowarzyszenie Centrum Kultury Polskiej im. Tymosza Padury,
- Kuryłówka: Dom Polski Pamięci Ignacego Paderewskiego w Kurylówce,
- Połtawa: Związek Miłośników Kultury Polskiej Ziemi Połtawskiej „Polonia” w Połtawie,

#### Białoruś, Litwa, Łotwa

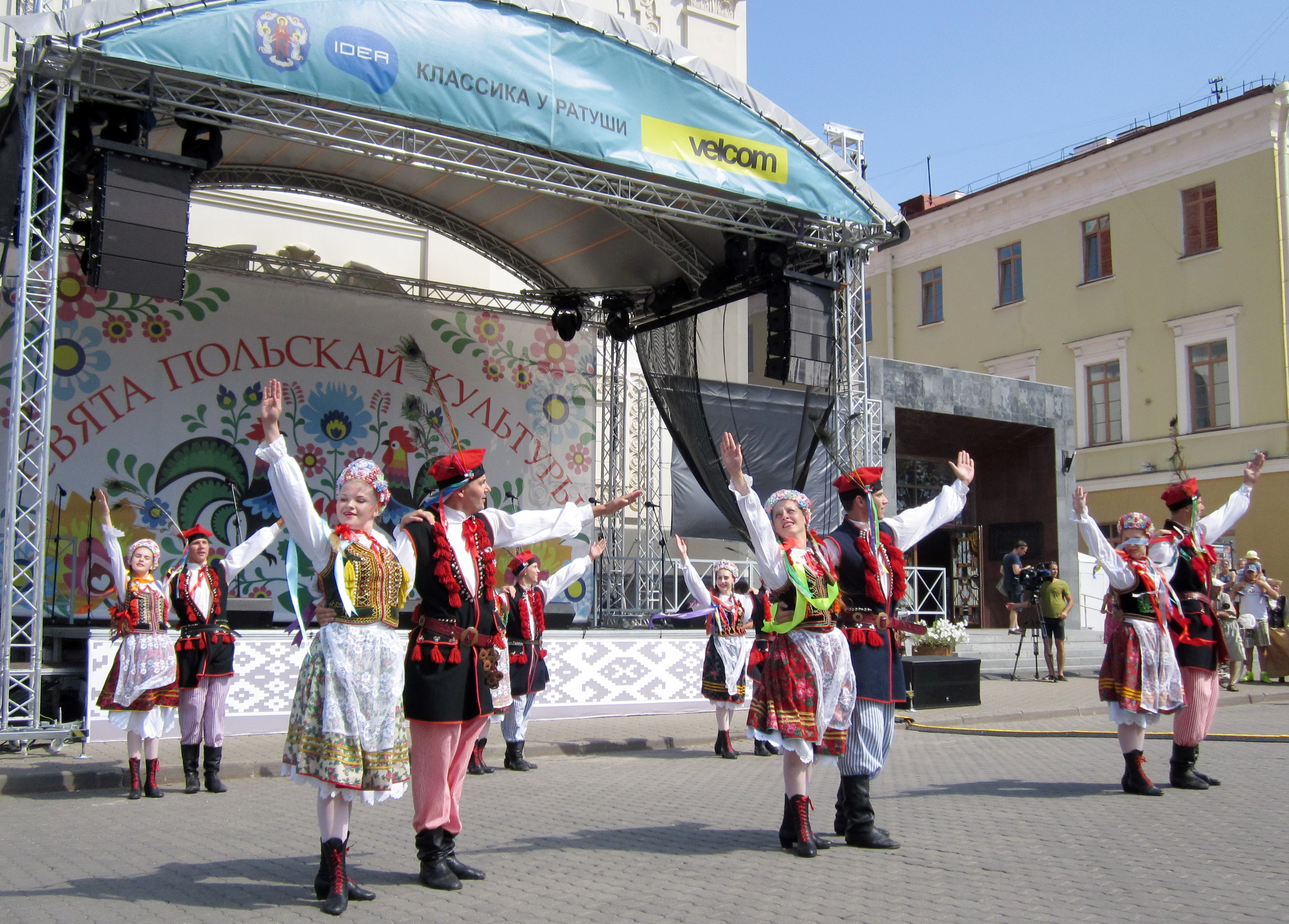
Zespół tańca Domu polskiego z Lidy „Kresowe Zabawy”. Pierwsze Święto polskiej kultury w Mińsku (2016)

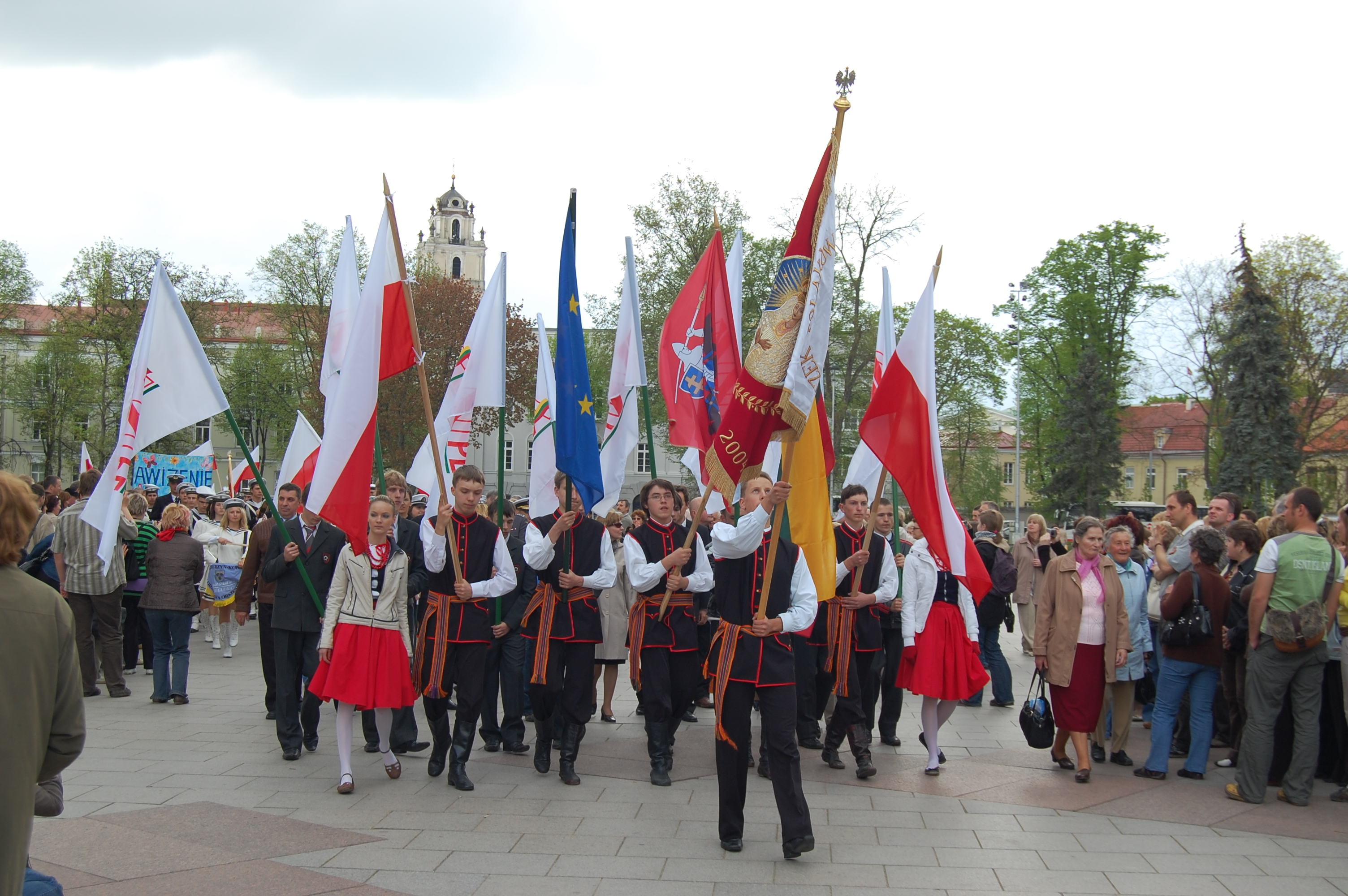
Przemarsz Polaków w Wilnie 2 maja 2008

Polska Macierz Szkolna na Białorusi (Grodno), Wspólnota Młodej Polonii (Grodno), Klub Studentów Polskich w Grodnie, Związek Polaków na Białorusi (Grodno), Republikańskie Społeczne Zjednoczenie „Harcerstwo” (Grodno), Związek Polaków na Litwie (oddziały w Wilnie, Solecznikach, Landwarowie, Podbrodziu, Turmontach, Jawniunach, Szyłutach, Kijuciach koło Oran, Druskiennikach, Wisaginie, Akademii, Kownie, Wędziagole i Kłajpedzie), Fundacja Kultury Polskiej na Litwie im. Józefa Montwiłła (Wilno), Klub Studentów Polskich (Wilno), Polska Partia Ludowa (Wilno), Akcja Wyborcza Polaków na Litwie (Wilno), Związek Harcerstwa Polskiego na Litwie (Wilno), Związek Polaków na Łotwie (Ryga), Stowarzyszenie „Odrodzenie Inflant” (Dyneburg), Towarzystwo miłośników historii Ziemi Łatgalskiej „Inflanty” (Dyneburg).

#### Pozostałe
Towarzystwo Kultury Polskiej w Maćkowcach, Centrum Kulturalno-Oświatowe Polaków im. J. Olszańskiego w Mukarowie Podleśnym, Rejonowe Stowarzyszenie Polaków „Rodzina” w Gryszkowcach, Społeczna Organizacja Dzieci i Młodzieży „Źródło” w Irszańsku, Kulturalno-Oświatowe Towarzystwo Polaków im. J. Słowackiego w Nowej Borowej, Stowarzyszenie Polaków „Odrodzenie” w Nowyj Zawod, Towarzystwo Kultury Polskiej na Owruczczyźnie w Prykuły, Stowarzyszenie Polaków im. H. Sienkiewicza w Tetirkach,
Nadrzędną organizacją skupiającą związki i stowarzyszenia kresowe jest obecnie Światowy Kongres Kresowian, któremu przewodniczy Jan Skalski. Doniosłą rolę w podtrzymywaniu narodowej pamięci o Kresach odgrywa także Stowarzyszenie Instytut Kresów Rzeczypospolitej.
W Polsce i na emigracji zostały także powołane różne fundacje wspierające Polaków pozostałych poza granicami Kraju na wschodzie, m.in. Fundacja „Pomoc Polakom na Wschodzie”, Społeczna Fundacja Pamięci Narodu Polskiego, Fundacja Charytatywna Pomoc Polakom na Kresach imienia Księdza Doktora Mosinga, Instytut Lwowski Fundacja Ochrony Dziedzictwa Kulturalnego Kresów Wschodnich, stowarzyszenie „Expatria” zajmujące się pomocą najuboższym i chorym polskim dzieciom z Kresów, Fundacja Kresy-Syberia, Fundacja Kresowa „Memoria et Veritas”, czy Stowarzyszenie Naukowców Polaków Litwy.

### Media
Od wielu lat sprawami kultury kresów zajmuje się m.in. redakcja Polskiego Radia w Katowicach w audycji Lwowska Fala prowadzonej przez Danutę Skalską, oraz reaktywowane polskie Radio Lwów i Polskie Radio „Berdyczów”.
W formie druku publikowane są, lub były:
- Głos Kresowian pod red. Jana Niewińskiego – periodyk, wydawany pierwotnie przez Kresowy Ruch Patriotyczny,
- Semper Fidelis[92] – dwumiesięcznik Towarzystwa Miłośników Lwowa i Kresów Południowo-Wschodnich,
- Cracowia Leopolis[93] – kwartalnik poświęcony Kresom południowo-wschodnim wydawany w Krakowie,
- Kresowy Serwis Informacyjny[94] – organ mediowy porozumienia pokoleń kresowych,
- Krakowskie Pismo Kresowe[95],
- Brama Halicka[96] – czasopismo krajoznawcze poświęcone ziemi lwowskiej wydawane we Lwowie,
- Kurier Galicyjski[97] – dwutygodnik wydawany w Stanisławowie,
- Wołanie z Wołynia[98] – pismo religijno-społeczne rzymskokatolickiej diecezji łuckiej,
- Dziennik Kijowski[99] – dwutygodnik wydawany w Kijowie,
- Gazeta Lwowska[100] – dwutygodnik wydawany we Lwowie,
- Lwowskie Spotkania – miesięcznik wydawany we Lwowie,
- Gazeta Polska – czasopismo ukazujące się w Żytomierzu,
- „Krynica” – kwartalnik,
- Echa Polesia[101] – kwartalnik ukazujący się w Brześciu nad Bugiem,
- Głos znad Niemna – tygodnik,
- Słowo Ojczyste – miesięcznik,
- Kurier Wileński[102],
- Magazyn Wileński[103] – niezależne społeczno-polityczne i kulturalno-literackie pismo wydawane w Wilnie,
- Echo Rygi – czasopismo społeczno-kulturalne, wydawane od roku 1998,
- Polak na Łotwie[104] – pismo Związku Polaków na Łotwie,
- Czas Łatgalii – miesięcznik wydawany od 1997.
- „Znad Wilii” – kwartalnik literacko-kulturalny, wydawany w Wilnie.

## Historiografia białoruska, litewska i ukraińska wobec pojęcia „Kresów”

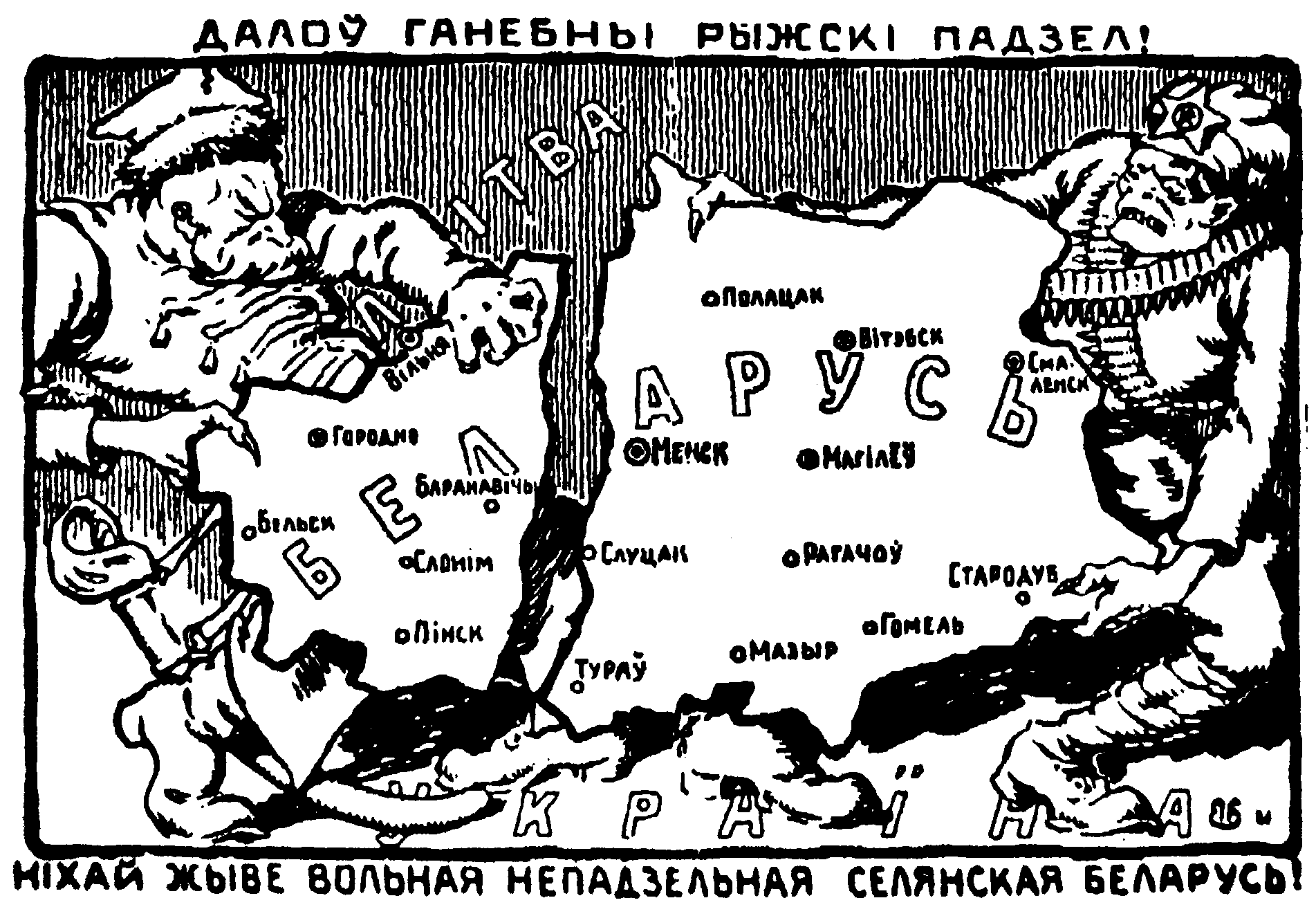
Białoruska karykatura przedstawiająca traktat ryski jako rozbiór Białorusi

Słowo „kresy” wywołuje negatywne skojarzenia wśród Białorusinów, Litwinów i Ukraińców. Zdaniem prof. Wojciecha Śleszyńskiego, z punktu widzenia tych narodów określenie to jest zbyt polskie i podkreśla peryferyjność ich ziem w stosunku do Warszawy czy Krakowa. „Kres” bowiem, czyli koniec, to pojęcie konstruowane z perspektywy centrum, czyli etnicznych obszarów polskich. Według Jana Szumskiego używanie terminu „Kresy” jest prowokujące i niesprawiedliwe dla Białorusinów.
Jednocześnie wiedza i zrozumienie sensu pojęcia „kresy” w białoruskiej historiografii są ograniczone. Biełaruskaja encykłapiedyja w bardzo krótkim haśle „Kresy Wschodnie” opisuje jako nazwę, której w latach 1921–1939 używały oficjalne władze polskie w stosunku do obszarów nazywanych w białoruskiej historiografii „zachodnią Białorusią” i „zachodnią Ukrainą”. W przybliżeniu odpowiada to tej części Kresów, które po traktacie ryskim znalazły się w składzie II Rzeczypospolitej („Kresy Wewnętrzne”). Źródło nie wspomina, że nazwa używana była wcześniej i później, a także o tym, że obejmowała szerszy i zmienny obszar.
Ukraińscy naukowcy i badacze są ustosunkowani zdecydowanie negatywnie do terminu Kresy Wschodnie. Roman Czmełyk, dyrektor jednego z największych lwowskich muzeów historycznych – Muzeum Etnograficznego, uważa, że termin „Kresy Wschodnie” powinien nie być stosowany lub zastąpiony terminem bardziej „poprawnym”, natomiast ukraiński historyk – Łeonid Zaszkilniak stwierdził, że do czasu gdy pamięć historyczna nie zmieni tego terminu przez najbliższe trzy-cztery pokolenia, terminu „Kresy Wschodnie” należy używać jak najrzadziej.